# 2023년 여름 한반도 집중호우
2023년 여름 한반도 집중호우는 2023년 6월부터 장마전선의 북상으로 시작, 본격적인 피해는 7월 9일부터 27일까지 지속된 한반도의 집중호우이다. 6월 초부터 시작된 호우는 6월 25일 대한민국 기상청이 제주도에서부터 첫 장마가 시작된다고 발표한 후 강해졌으며, 이후 소강과 집중호우를 반복하며 대한민국 전역에서 많은 강수량을 기록하였다. 특히 충청도와 전라북도에 큰 피해가 발생하였다.
전라북도 군산에서는 7월 14일 하루동안 429.4 mm를 기록하며 1968년 기상 관측 이래 24시간 강수량 기록을 경신했다. 또한 전국 평균 누적 강수량은 648.7 mm로 역대 세 번째를 기록했고, 강수일 대비 강수량은 하루 평균 30.6 mm로 앞선 두 해보다 많았다. 7월 들어 발생한 집중호우로 7월 20일 기준 궁평2지하차도 침수 사고 등 여러 피해가 발생하여 최소 49명이 사망하고 3명이 실종, 35명이 부상을 입었으며, 16개 시도 12,902가구 19,607명이 일시대피하는 등 여러 인명, 재산 피해가 발생했다.

## 원인
한반도는 2000년대에 들어 기후 변화로 인한 엘니뇨 발생으로 인한 한반도 열대화로 인해 한반도 연평균 온도 상승으로 장마전선이 잦아 들자 해마다 초여름에 장마전선이 발달한다. 장마전선은 정체전선의 하나로 아시아 대륙의 상대적으로 차고 건조한 대륙성 고기압과 북태평양 지역의 상대적으로 따듯하고 습한 고기압이 맞물려 형성된다. 장마는 한반도보다 남쪽에 위치한 일본과 제주도에서 시작되어 점차 북상하는 양상을 보이며 한국, 일본, 중국 등의 날씨에 두루 영향을 미치는 동아시아 계절풍 기후 시스템의 일부를 이룬다.:10
장마전선은 대륙성 시베리아 기단, 오호츠크해 기단, 북태평양 고기압, 양쯔강 기단 등 다양한 기단의 영향을 받아 형성되며 해 마다 발생하는 장마전선의 발생 원인과 지속 기간은 어느 기단들이 어떻게 상호작용하는 지에 달려있다. 대개는 초여름부터 계속하여 강하게 발달하는 북태평양 고기압이 대륙성 고기압을 북쪽으로 밀어 올리며 장마전선이 북상하다 소멸하게 되고 이후 본격적인 무더위가 시작된다. 그러나 최근 기후변화에 따라 장마전선의 움직임이 점점더 예측하기 어렵게 되어가고 있다. 2010년도에는 북태평양고기압이 충분히 발달하지 않아 장마전선이 제대로 북상하지 못하면서 남쪽 지방에 오래 정체되며 약한 기세를 보이는 일이 있었고 2022년에는 장마가 큰 힘을 보이지 못한 채 소멸되었지만 8월 중순 급격한 정체전선의 발달과 함께 집중호우를 보이기도 하였다.
2023년 장마는 6월 초 일본에서부터 시작되어 7월 초 한반도에서도 시작되었다. 초기에는 간헐적으로 비가오고 폭염이 동반되는 형태를 띄었으나 7월 13일 좁고 강한 정체전선이 발생하면서 양상이 변화하였다. 장마의 양상이 변화한 것은 예년 보다 강하게 발달한 대륙성 고기압이 북태평양 고기압과 거의 비슷한 세기를 보이기 때문이다. 두 기단의 크기가 비슷하게 유지되면서 장마전선은 오도 가도 못하는 정체를 보이며 좁은 지역에 폭우를 내리기 시작하였다.
2023년에 한반도에서 발생한, 짧은 시간에 집중적으로 내리는 폭우의 원인은 한반도 북쪽에서 내려오는 저기압 뒤 건조한 공기가 밑에서 올라오는 북태평양 기단 가장자리의 습한 공기가 강하게 충돌하며 비구름대가 만들어졌기 때문으로 보고 있다. 또한 이처럼 강하고 많은 비를 만들어 낸 수증기는 기후 변화로 해수면 온도가 이례적으로 오르면서 생겼다는 분석도 있다.
7월 17일 대한민국 기상청은 집중호우의 주요 원인은 저기압이나 대기불안정이 아닌 정체전선을 따라 형성된 비구름에 많은 비가 누적됐기 때문인 것으로 분석했다. 광범위한 지역에 많은 양의 비가 내린 가운데 특정 지역에 시간당 내린 비의 양은 상대적으로 적었는데, 정체전선을 따라 형성된 비구름에 누적된 다량의 비로 집중호우가 발생되었다 추정된다고 설명했다.
또한 오랜 기간 호우가 내리는 과정에서 엄청난 양의 수증기가 한반도 상공으로 흘러드는 일종의 '통로'가 생겼기 때문에 쉬지 않고 비가 내릴 수 있었는데, 이 통로를 대기천 혹은 "대기의 강"이라고 부른다. 보통 열대 지방에서 시작되는 대기천은 육지를 만나면서 많은 비로 떨어지는데, 우리나라에선 여름철 북태평양 고기압의 북쪽 가장자리를 따라 발달하여 남쪽에 있는 따뜻하고 굉장히 습한 공기들을 계속 북쪽으로 올려보낸다. 대기천은 2020년과 2022년 발생한 한반도 집중호우의 원인으로도 지적되는데, 기후 변화에 따라 대기천이 머금을 수 있는 수증기의 양이 늘어나면서 대기천의 위력이 점점 강해졌다고 평가했다.

## 전개

### 6월

#### 15일 이전
6월 6일 기상청은 집중호우가 발생했던 2022년보다 2023년 여름의 강수량이 비슷하거나 더 많을 가능성이 80%에 이른다고 발표했으며, 이러한 강수량 증가가 예측되는 원인으로는 열대지방의 엘니뇨가 꼽혔다. 6월 8일 11시 40분을 기해 경기 가평과 남양주에 호우주의보가 처음으로 내려졌으며, 서울 서북권과 동북권, 경기 북부를 중심으로 시간당 30mm 이상의 매우 강한 비가 내려졌다. 6월 8일 밤부터 9일 새벽까지 중부 지방과 강원 영서에 집중호우가 내렸다가 소강되었다.
10일에는 포천시 등 경기 북부와 강원 북부에 집중호우와 우박이 쏟아지며 호우특보가 발효되었다. 경기도 포천에는 호우경보 속에 시간당 60 mm의 집중호우가 내리는 등 경기북부에 여러 호우 피해가 발생했는데 의정부에서는 공사장 가림막이 돌풍에 쓰러져 도로를 덮치는 사고가 발생했으나 인명 피해는 없었고 일시적으로 도로가 차단되었다. 일부 지역은 강한 바람도 불어 추풍령의 경우 최대 풍속이 초속 22.6m를 기록했으며, 충청북도에서는 강풍과 호우로 도 소방본부에는 영동 6건, 충주 2건의 피해 신고가 접수돼 긴급 조치를 취했으며, 인명 피해는 없었다.
10일 당시 호우특보가 발효되었던 양양군에서는 강현면 설악해변에서 관광객 6명이 낙뢰에 맞아 중경상을 입기도 하였다. 목격자들의 증언에 따르면 갑자기 낙뢰가 치더니 사람들이 정신을 잃고 쓰러져 바다에 둥둥 떠내려가기 시작했으며 현장에 있던 주변 시민들이 구조대가 도착하기 전 물에 휩쓸려가는 부상자들을 구조했다고 밝혔으며, 낙뢰에 맞은 6명 중 1명은 병원에서 이송되었다가 다음날인 11일 새벽 사망하였다. 이 낙뢰사고는 데이터가 있는 2009년 이후 대한민국에서 인명 피해가 가장 큰 사고로 기록되었다.
11일에는 충북 북부지역에 돌풍을 동반한 국지성 호우가 내려 가로수가 쓰러지거나 간판이 떨어졌다는 신고가 10여 건 접수되었으며, 충주 금가면 등엔 지름 1cm 안팎의 우박이 10분 넘게 쏟아져 농작물 피해도 발생했다. 11일 충주 지역에 내린 우박은 전날인 10일 오후부터 불안정한 대기 상태가 이어지면서 소나기구름이 형성됐고 돌발성 우박으로 이어졌다고 보고 있다. 경기와 강원 일부 지역에서도 기습적인 비와 함께 굵은 우박이 쏟아졌다. 순간최대 풍속도 충주 시속 17.1 m, 진천 광혜원(위성센터)·음성 금왕 16.7 m, 음성 13.7 m 등으로 측정됐다.
12일에는 고령에 시간당 60mm의 호우가 내리는 등 경북과 대구를 중심으로 우박, 벼락을 동반한 국지성 집중호우가 발생했다. 12일 오후 4시부터 있었던 호우는 12일 밤 10시 30분을 기해 해제되었으나 13일 이른 새벽(03시)까지  경산과 청도, 포항, 경주 등 경북남부를 중심으로 소나기가 계속 이어졌다.
14일에는 국지성 호우, 대기 불안정으로 인해 오후 4~5시경 경상북도 영천시 금호읍, 북안면, 남부동 일대에 지름 0.5cm 정도의 우박이 쏟아졌다. 6월 초중순 호우는 16일부터 시작된 폭염으로 일시적으로 그쳤다.

#### 6월 25일
6월 중순 이후 비가 그치고 폭염이 이어졌지만, 6월 25일에는 장마전선의 북상으로 대한민국 기상청에서 공식적으로 장마의 시작임을 선언했다. 오전 2시 제주도 산간지역에 처음으로 호우주의보가 발령되며 6월 말 집중호우가 시작되었다. 오전 5시에는 제주도 전역으로 호우가 확대되었고 당시 예상 강수량은 24시간동안 100~200 mm으로 예보되었다. 호우는 남부지방부터 점점 확대되어 9시에는 제주도 전역이 호우주의보에서 호우경보로 대치되었다. 오후 1시에는 전라남도 완도, 거문도, 초도에 호우주의보가 발령되었으며, 3시에는 전라남도 고흥군, 보성군, 여수시, 장흥군, 강진군, 해남군, 신안군, 진도, 흑산도, 홍도로 호우주의보가 확대되었다. 5시에는 통영시와 남해군에도 호우주의보가 발령되었다. 11시에는 구례군, 광양시, 순천시, 경상남도 하동군으로 확대되었다.
25일 이날에는 북상하는 정체전선과 정체전선상에서 발달하는 저기압의 영향으로 전라권과 경남권, 제주도에 비가 쏟아졌으며, 강풍특보가 발효된 제주도에는 모레(27일)까지 바람이 순간풍속 70km/h(20m/s) 이상(산지 90km/h(25m/s) 이상)으로 매우 강하게 불었다. 또한 25일 24시간 강수량은 제주 삼각봉에서 202.5 mm, 서귀포 태풍센터에서 200.0 mm를 기록했다. 25일에는 제구공항의 일부 항공편은 바람 때문에 지연되었으며, 한라산 탐방로들은 대부분 출입이 금지되었다.

#### 6월 26일
26일 자정부터 전라남도 영암군, 무안군, 함평군, 영광군, 목포시와 경상남도 거제시에 호우주의보가 발령되었다. 오전 3시에는 호우 지역이 전라북도와 충청남도에도 확대되어 전라북도 고창군, 부안군, 군산시, 김제시, 익산시, 정읍시와 충청남도 부여군, 청양군, 태안군, 당진시, 서산시, 보령시, 서천군, 홍성군에 호우주의보가 발령되었다. 4시에는 전라남도 나주시, 화순군과 광주광역시 전역에도 호우주의보가 발령되었다. 이 집중호우는 강해져 4시 20분에는 나주시에 발령된 호우주의보가 호우경보로 대치되었다. 4시 50분에는 전라남도 담양군, 곡성군과 전라북도 남원시에도 호우주의보가 발령되었다. 한편 강수대가 내륙으로 들어가면서 5시에는 충청남도 태안, 서산, 보령, 서천, 홍성, 전라남도 해남, 완도, 영암, 무안, 함평, 영광, 목포, 신안(흑산면제외), 진도, 흑산도.홍도, 전라북도 고창, 부안, 군산의 호우주의보가 해제되었다. 6시에는 다시 전라남도 나주시의 호우경보와 충청남도 부여, 청양, 당진, 전라남도 담양, 고흥, 여수, 장흥, 강진), 전라북도 김제, 익산, 정읍, 경상남도 통영, 거제, 남해, 광주광역시의 호우주의보가 해제되었다. 7시 10분에는 전라남도 곡성, 화순, 보성, 순천, 전라북도 남원의 호우주의보가 해제되었다. 7시 30분에는 전 지역의 호우주의보가 해제되었다.
잠시 그치던 비는 오후 12시 40분부터 전라남도 구례와 전라북도 남원에서 호우주의보가 발령되며 다시 강해지기 시작했다. 오후 1시 55분에는 내륙으로 호우가 확대되어 경상북도 상주시와 문경시에도 호우주의보가 발령되었다. 오후 2시에는 구례와 남원의 호우주의보가 해제되었다. 3시 15분에는 경상북도 예천군, 영주시, 봉화평지, 경북북동산지에도 호우주의보가 발령되었다. 4시 15분에는 충청북도 음성군에도 호우주의보가 발령되었다. 4시 30분에는 충청북도 괴산군, 충주시, 제천시, 진천군, 증평군에도 호우주의보가 발령되었다. 40분에는 음성군이, 50분에는 충청북도 충주와 경상북도 봉화평지에서 호우주의보가 호우경보로 대치되었다. 5시 10분에는 강원도 영월, 평창평지, 원주시에도 호우주의보가 확대되었다. 6시에는 다시 제주도산지에, 6시 15분에는 정선평지에 호우주의보가 확대되었으며 6시 40분에는 제천시가, 7시에는 강원도 원주시에서 호우주의보가 호우경보로 대치되었다.
밤 9시부터는 비가 잦아들어 호우경보였던 지역이 전부 호우주의보로 내려갔다. 다만 호우 영역 자체는 확대되어 9시 15분에는 전라북도 장수군이, 9시 30분에는 전라남도 곡성과 화순에 호우주의보가 발령되었다. 10시에는 전라북도 남원에 호우주의보가 발령되었고 장수군의 호우주의보가 호우경보로 대치되었다. 10시 15분에는 전라북도 무주에, 10시 40분에는 경기도 가평군에, 10시 50분에는 강원도 강원북부산지, 경상남도 산청군, 함양군, 거창군, 합천군에 호우주의보가 발령되었다. 11시 50분에는 가평군의 호우주의보가 해제되었다.
서울과 수도권에도 26일은 시간당 5 mm 안팎의 약한 비가 내렸으나 오후에는 서울시가 청계천, 성북천, 정릉천 등 4개 하천을 범람 우려가 있다고 보고 일시 통제했다. 또한 공식 집계된 호우피해는 없었으나 오후 4시 반에 충남 예산 인근 당진영덕고속도로에서 승용차가 빗길에 미끄러지는 등 곳곳에서 차량 사고가 접수되었다. 산림청은 전라남북도, 충청남도, 경상남도에 산사태 위기경보 주의를 발령했다. 뒤이어 광주와 강원도, 충청북도, 경상북도 지역에도 내일까지 많은 비가 예상된다며 오후 7시부터 위기 경보를 관심에서 주의로 격상했다. 서해남부 먼바다에서는 풍랑주의보도 발령되어 전남지역 52개 항로, 82척의 여객선 가운데 목포에서 홍도를 오가는 여객선 등 13개 항로, 17척의 운항이 통제되었고 호우와 강풍으로 지리산국립공원과 무등산국립공원은 출입이 일부 제한되었다. 특히 경상도에 집중된 호우로 경상북도에서만 호우 피해가 총 8건 보고되었다.
오후 9시쯤에는 정읍시 상동 한 아파트 일대가 비와 낙뢰로 정전돼 2시간여 만에 복구되었다. 남원시 노암동 등 지하 주차장 4곳이 침수됐고, 장수군 일대 농경지도 침수되었다. 개정~안양 삼거리 구간도 호우로 침수되었다가 다음 날에 통행이 재개되었다.

#### 6월 27일
26일 밤부터 쏟아진 비는 27일 0시 40분 강원도 인제평지와 경상북도 고령군에도 호우주의보가 확대되며 호우가 넓어졌다. 0시 50분에는 경상북도 안동시와 의성군에도 호우주의보가 확대되었으며, 비구름이 서진하며 점차 날이 개기 시작해 1시 10분에는 충청북도 진천, 음성, 증평에, 2시에는 강원도 원주, 인제평지, 강원북부산지에, 3시에는 충청북도 괴산, 충주, 제천, 전라남도 곡성, 화순에, 4시에는 강원도 영월, 평창평지, 정선평지에 순차적으로 호우주의보가 해제되었다. 5시에는 대한민국 전 지역의 호우주의보가 해제되었다. 25일부터 27일 새벽까지 제주도에는 360mm 이상의 매우 많은 비가 내린 곳이 있으며, 강원도와 충청권, 남부지방에는 30~180mm, 수도권에는 30~100mm의 비가 내렸다. 특히 제주도의 경우 삼각봉 372.0 mm, 한라산남벽 271.5 mm, 진달래밭 266.5 mm를 기록했으며 전라북도 장수에서도 184.6 mm를 기록했다.
26일에서 27일 새벽 사이 내린 비로 양구군 남면 창리에서는 나무가 쓰러져 도로를 막았고 영월군 한반도면 광전리에서는 도로가 침수됐으며 평창군 평창읍 도돈리에서는 돌이 굴러떨어지는 등 강원도에서만 총 13건의 호우 피해가 발생했지만 인명 피해는 없었다.
이날 오전 9시부터 제주도산지에 호우주의보가 발령되며 남쪽에서 비구름이 다시 올라오기 시작했다. 오후 4시부터는 전라남도 강진, 해남, 완도에 호우주의보가 발령되었고, 5시 30분에는 전라남도 고흥, 여수에, 6시 30분에는 경상남도 남해도 호우주의보가 발령되었다. 8시에는 경상남도 통영과 거제에도 호우주의보가 발령되며 장마전선이 남해상에서 북진했다. 8시 30분에는 전라남도 담양, 장성, 함평, 영광과 광주광역시에도 다시 호우주의보가 발령되었다. 8시 50분에는 경상남도 남해의 호우주의보가 경보로 대치되었고, 9시에는 전라남도 나주, 곡성, 구례, 화순, 무안, 전라북도 고창, 순창, 남원에 호우주의보가 발령되었다. 뒤이어 9시 10분에는 경상남도 사천, 고성에 호우주의보가 발표되었고 전라남도 장성, 함평과 광주광역시의 호우주의보가 호우경보로 대치되었다. 10분 후인 20분에는 전라남도 광양, 전라북도 장수, 임실, 정읍에 호우주의보가 발령되었다. 9시 40분에는 전라남도 신안(흑산면제외), 경상남도 하동에 호우주의보가 발령되었고 전라남도 담양, 곡성, 무안, 전라북도 순창에서 호우경보로 강화되었다. 10시 들어서는 전라남도 순천, 경상남도 창원시, 진주시에 호우주의보가 발령되었고 전라남도 나주, 구례, 화순, 경상남도 고성에서 호우경보가 발령되었다. 10시 10분에는 경상남도 산청군에, 10시 40분에는 전라남도 보성, 장흥, 영암, 목포, 경상남도 양산, 김해, 의령, 함안, 함양, 부산광역시에 호우주의보가 발표되고 전라북도 남원, 경상남도 창원, 진주, 산청, 사천은 호우경보로 대치되었다. 11시에는 경상남도 창녕, 합천에 호우주의보가 발표되고 전라남도 광양, 순천, 경상남도 하동에 호우경보가 발령되었다. 11시 45분에는 전라남도 보성, 영암, 경상남도 김해, 부산광역시까지 호우경보가 확대되었다. 50분에는 전라북도 부안, 김제에 호우주의보가 발령되었고 55분에는 경상남도 거제에 호우경보가 발령되었다.
27일 12시부터 28일 자정까지 함평군에 154.5 mm, 광주광역시 광산에 140.0 mm, 경상남도 남해에 130.4 mm, 사천에 123.0 mm 등 12시간동안 남해 해안 지역에 100 mm 이상의 호우가 내렸다. 27일 밤 10시 반 경에는 폭우 피해를 막으려 밤중에 하천변으로 나섰다가 실족한 수문관리원 1명이 29일 사망한 채로 발견되면서 장마에서 첫 사망자가 발생했다. 27-28일 이틀간 274.6 mm의 호우가 내린 광주광역시는 27일 총 185건의 감전·침수·낙뢰 피해를 보고했다. 또한 오후 9시 49분경 광주광역시 북구 일곡동 한 건물 옥상 문을 열던 50대 남성이 "번개를 맞았다"는 신고가 접수돼 출동한 소방 당국에 의해 병원으로 옮겨졌으나 무사한 것으로 밝혀졌다. 오전 6시 32분에는 광주 서구 풍암동 한 아파트 뒤편 산벽이 무너져 정밀 안전 진단이 진행되었고, 광주 제2순환고속도로 각화 나들목 진출입 구간 경사면 일부 토사가 유실돼 이날 오후 6시경 응급 복구가 이뤄졌다. 광주 북구 풍향동 도시철도 2호선 1단계 6공구 정거장이 침수되고 인도 일부 구간도 내려앉았다. 동구 조선대 치과대학 앞 도로는 땅 꺼짐 현상이 발생했다.
충청북도 충주시에서도 27일 밤 호우로 축벽이 붕괴되고 둑이 불안정해져 충주 외곽의 마을주민 27명이 긴급 대피하기도 했다. 전라북도 정읍시 상동 한 아파트 단지에서 낙뢰로 정전이 발생해 2시간 만에 복구되었고, 장수군 개정 삼거리 도로가 침수돼 1시간 남짓 통제되고, 장수읍과 산서면 일대 일부 농경지가 침수되는 피해도 일어났다.
대한민국 행정안전부는 27일 오후 9시부로 중앙재난안전대책본부 1단계를 가동하고 위기경보 수준을 ‘관심’에서 ‘주의’로 상향했다. 11시 45분부로는 중앙재난안전대책본부의 호우 대응 수위를 2단계로 격상했으며, 풍수해 위기경보 단계 역시 '주의'에서 '경계'로 상향 조정하고 28일 자정에 김성호 행안부 재난안전관리본부장 주재로 '호우 대비 관계기관 긴급 점검회의'를 개최했다.

#### 6월 28일
27일 오후부터 내리던 장마는 6월 28일 0시 10분에는 전라북도 완주, 익산, 전주에 호우주의보 발령으로 확대되었다. 20분에는 전라남도 여수에 호우경보가, 영암에 호우주의보가 발령되었으며 40분에는 충청북도 금산에도 호우주의보가, 50분에는 전라북도 군산에 호우주의보가 발령되고 전라북도 부안, 경상남도 통영은 호우경보가 발령되었다. 뒤이어 1시 30분에는 전라북도 김제가 호우경보로 대치되었다. 2시 20분에는 전라북도 군산, 정읍도 호우경보로 대치되었다. 30분에는 충청남도 서천군에서, 3시에는 전라남도 무안에 호우주의보가 발령되었으며 전라남도 고흥에는 호우경보가 발령되었다. 3시 20분에는 전라북도 고창에서 호우경보로 대치되었다. 3시 40분에는 전라북도 진안에서 호우주의보가 발령되었고 4시에는 경상남도 창원, 김해, 부산광역시의 호우경보가 호우주의보로 격하되었다. 5시에는 전라남도 강진, 해남, 완도, 영암, 목포의 호우주의보가 해제되고 나주의 호우경보가 호우주의보로 대체되는 등 강우가 잦아들기 시작했다. 5시 20분에는 충청남도 금산, 서천, 전라북도 완주, 익산, 경상남도 창녕, 합천, 제주도산지의 호우주의보가 해제되고 전라북도 고창, 부안, 군산, 김제, 순창, 정읍, 남원, 경상남도 진주, 하동, 산청, 통영, 사천, 거제, 고성, 남해의 호우경보가 호우주의보로 격하되었다. 뒤이어 6시 20분에는 전라남도 신안(흑산면제외), 전라북도 진안, 장수, 임실, 전주, 경상남도 양산, 창원, 김해, 의령, 함안, 진주, 하동, 산청, 함양, 통영, 사천, 거제, 고성, 남해, 부산의 호우주의보도 해제되었고 전라남도 곡성, 구례, 고흥, 보성, 여수, 광양, 순천의 호우경보는 호우주의보로 격하되었다. 7시에는 전라남도 담양, 장성, 화순, 함평, 광주의 호우경보도 호우주의보로 격하되었고, 9시에는 전라남도 전역, 광주, 전라북도 고창, 순창, 남원의 호우주의보도 해제되었으며 10시에는 전라북도 나머지 지역도 해제되며 전국의 호우주의보가 해제되었다.
27일 밤에서 28일 아침 사이에 몰아닥친 폭우로 광주소방본부와 광주시 등에 따르면 이날 오후 10시쯤 광주지역 20여개소에서 침수피해 신고가 일시 접수된 이후 수많은 침수피해 신고가 접수되었으며, 오후 11시 17분쯤 '지금은 광주지역 집중호우로 인해 119 신고전화가 집중되고 있다', '긴급구조(화재·구조·구급) 접수를 위해 긴급하지 않은 신고는 문자 또는 119 신고앱으로 신고해 달라'는 안전 안내 문자를 보내기도 했다. 특히 광주광역시는 밤사이 283 mm의 호우가 내렸는데 6월 평균 강수량이 152 mm으로 한달 강수량의 두 배가 하루만에 내렸고 2018년 기록한 일일 최대강수량인 44 mm의 6배를 기록했다.
호남 지방에 호우 피해가 집중되었는데, 광주광역시 풍암동의 한 아파트에는 뒷산에 있던 석축이 떨어지는 피해가 있었고 하천 제방이 50m가량 무너진 인근 마을주민 100명은 초등학교로 대피하기도 했다. 곡성군의 섬진강 주변도 범람해 10가구가 사는 마을이 고립되기도 했다. 27-28일 하루 동안 침수 등 비 피해 신고는 광주·전남 270건, 경남에서는 60건이 접수되었다. 2,800여 세대가 낙뢰로 인한 정전 피해를 입었고, 광주와 전라남도의 농경지 1,900 ha가 침수되는 피해도 있었다.

#### 6월 29일
29일 오전 4시 30분부터 서해5도에 호우주의보가 발령되며 중부지방에서의 호우가 시작되었다. 6시 30분에는 경기도 시흥시, 부천시, 김포시, 고양시, 파주시, 충청남도 태안, 당진, 서산, 인천광역시에도 호우주의보가 발령되었다. 7시 30분에는 경기도 광명시, 과천시, 안산시, 동두천시, 연천군, 포천시, 가평군, 양주시, 의정부시, 수원시, 성남시, 안양시, 구리시, 남양주시, 오산시, 평택시, 군포시, 의왕시, 하남시, 용인시, 화성시, 광주시, 양평군, 서울특별시에 호우주의보가 발령되었고 10시에는 강원도 철원군, 화천군, 홍천평지, 춘천시 등 동쪽으로 호우가 확대되었다. 12시에는 경기도 이천시, 안성시, 여주시까지 호우주의보가 발령되며 수도권 전 지역이 호우특보 구역이 되었다. 한편 10시 40분에는 충청남도 천안, 아산, 보령, 서천, 홍성, 전라북도 부안, 군산, 김제에, 12시에는 강원도 영월, 평창평지, 정선평지, 횡성, 원주, 양구평지, 인제평지, 충청북도 충주, 제천, 진천, 음성, 단양에서 호우주의보가 발령되었다. 11시 30분에는 충청남도 공주, 논산, 부여, 청양, 예산, 전라북도 고창, 완주, 익산, 정읍, 전주이도 추가로 호우주의보가 발령되었다.
중부지방 전역으로 확대된 비는 오후 들어 더 강해져 오후 1시에는 강원북부산지, 강원중부산지에 호우주의보가, 강원도 춘천에 호우경보가 발령되었으며 1시 20분에는 충청남도 금산, 계룡, 대전, 세종이, 2시부터는 충청북도 청주, 보은, 괴산, 옥천, 영동, 증평, 경상북도 상주, 문경, 영주에도 호우주의보가 발령되었다. 2시 20분에는 충청남도 태안이, 2시 40분에는 서산에서 호우주의보가 호우경보로 대치되었으며 3시에는 전라북도 진안, 임실, 순창에도 호우주의보가 발령되며 남부 내륙으로 호우가 확대되었다. 한편 3시 50분에는 전라북도 남원에, 6시에는 전라북도 무주, 장수에 호우주의보가 발령되었으며 반대로 수도권의 호우는 약해져 4시 10분 경기도 광명, 과천, 안산, 시흥, 부천, 김포, 고양, 양주, 의정부, 파주, 수원, 성남, 안양, 구리, 오산, 평택, 군포, 의왕, 하남, 용인, 화성 , 서해5도, 서울, 인천의 호우주의보가 해제되었다. 4시 30분에는 충청남도 태안, 서산에서 호우경보가, 충청남도 예산, 당진, 홍성에서 호우주의보가 해제되었으나 강원도 춘천에 호우주의보가 발령되었고 5시 30분에는 경상북도 예천, 봉화평지에도 호우주의보가 발령되었다.
6시에는 경기도 동두천, 연천, 포천, 가평, 남양주, 이천, 안성, 여주, 광주, 양평의 호우주의보가 해제되어 수도권의 전 호우특보가 해제되었지만 경상북도 안동, 경북북동산지에 호우주의보가 발령되었고, 8시에는 전라남도 해남, 영암, 무안, 함평, 영광, 목포, 신안(흑산면제외), 진도, 흑산도.홍도에 호우주의보가 발령되며 장마전선이 남하했다. 6시 30분에는 강원도 횡성, 원주, 홍천평지, 춘천 , 충청남도 천안, 공주, 아산, 청양, 보령, 세종의 호우주의보도 해제되었다. 8시에는 강원도 평창평지, 정선평지, 철원, 화천, 양구평지, 인제평지, 강원북부산지, 강원중부산지의 호우주의보가 해제되었고 9시에는 경상남도 산청, 함양, 거창, 합천에 호우주의보가 발령되었다. 중남부 지역의 호우가 강해져 8시 25분에는 강원도 영월에 호우경보도 발령되었다. 9시 30분에는 전라남도 나주, 담양, 곡성, 구례, 장성, 화순, 고흥, 보성, 장흥, 강진, 완도, 광주에, 10시에는 전라남도 여수, 광양, 순천로 호우주의보가 확대되었다. 9시 10분에는 강원도 태백에도 호우주의보가 발령되었으며 이후 10시에는 강원도 영월에 호우경보가, 강원도 태백, 충청북도 충주, 제천, 진천, 음성, 단양, 증평에 호우주의보가 순차적으로 해제되었다. 11시에는 경상남도 하동, 남해에 호우주의보가, 경상북도 영주, 봉화평지에 호우경보가 발령되었다.
29일은 아침부터 수도권에 내린 장마로 서울 시내 27개 전체 하천을 통제했으며, 서울시는 오전 8시부터 서울시 461명, 자치구 3,028명을 상대로 1단계 근무를 발령했다. 오후 8시 기준 서울 지역에서만 침수 피해로 인한 배수 지원 9건, 안전 조치 8건이 발생했으나 인명 피해는 없었다. 오전 11시 10분쯤에는 서대문구 현저동 서대문경찰서 교통정보센터가 침수되는 피해도 있었다. 오후 2시 55분에는 경기 용인시 청미천 장호원교 인근 하천에 수영하던 10대 남학생이 실종되었고, 오후 3시 32분경 숨진 채 발견됐다. 중대본은 사망 사유를 호우가 아닌 '안전 사고'로 분류하고 인명 피해 집계에는 반영하지 않았다.
충청남도 서산에서는 오후 2시부터 1시간 강수량이 61 mm를 기록해 6월 강수량 역대 2위를 기록했다. 호우경보가 발령된 충남 태안에서는 배수관이 막혀 빗물이 역류하면서 빌라 등 주택 마당 4곳이 침수됐으며, 충청남도 전체로는 총 17건의 침수 피해가 접수되었다. 낮 1시쯤에는 경남 함양군 안의면 3번 국도에서 50대 남성이 몰던 9.5톤 화물차가 앞서 가던 버스를 들이받아 화물차 운전자가 숨지고 버스 승객 등 12명이 다치는 빗길 사고도 발생했다.
경상남도는 밤 들어 장마전선이 경남으로 확대되자 밤 9시부터 비상 1단계에 돌입해 각 시군과 함께 시설 관리반을 투입해, 침수나 산사태 등 재난 발생 시 즉각 대응에 나서도록 대비 태세를 강화했다고 밝혔다. 경상북도에서는 오후 6시 10분 쯤 예천군 효자면에서 갑작스럽게 불어난 물에 5명이 고립됐다가 구조됐고, 영주에서도 1명이 구조됐으며 영주와 예천 등지에서 도로와 주택이 침수되는 등 21건의 피해가 발생했다.

#### 6월 30일
29일 밤부터 남부 지방에 호우는 이어졌으나, 0시에는 충청북도 청주, 괴산의 호우주의보가 해제되었다. 3시에는 제주도산지에 호우주의보가 발령되고 충청권 전역의 호우주의보는 해제되었다. 3시 20분에는 전라남도 흑산도.홍도가 호우경보로, 40분에는 경상북도 울진평지에 호우주의보가, 4시에는 경상남도 진주, 통영, 사천, 거제, 고성에 호우주의보가 발령되었다. 5시 20분에는 추자도에도 호우주의보가 발표되었으며 6시에는 전라북도 고창, 부안, 군산, 김제의 호우주의보가 해제되었다. 6시 40분에는 제주도서부, 제주도북부, 제주도북부중산간에 호우주의보가 확대되었다. 전라도 해안 지방의 호우는 아침 들어 약해지면서 오전 7시 전라북도 완주, 익산, 정읍, 전주의 호우주의보가 해제되었고 흑산도.홍도의 호우경보는 호우주의보로 격하되었다. 7시 30분에는 전라남도 나주, 담양, 장성, 영암, 무안, 함평, 영광, 목포, 신안(흑산면제외), 광주의 호우주의보가 해제되었고 영주, 봉화평지의 호우경보가 호우주의보로 격하되었다. 7시 40분에는 제주도동부, 제주도남부, 제주도남부중산간에 호우주의보가 발령되었다. 8시에는 전라남도의 거문도.초도에도 호우주의보가 발령되었다.
아침 들어 제주도의 호우는 강해져 8시 40분 제주도산지, 제주도북부중산간은 호우경보로 대치되었고 9시에는 전라남도 곡성, 구례, 화순, 전라북도 진안, 무주, 장수, 임실, 순창, 남원, 경상북도 상주, 문경, 예천, 안동의 호우주의보가 해제되었다. 남부지역에 한동안 유지된 호우특보는 오후 4시에 제주도북부중산간에서 호우경보가 호우주의보로 격하되었고, 전라남도와 경상남도 전역, 제주도서부, 제주도북부, 제주도동부, 제주도남부, 제주도남부중산간의 호우주의보가 해제되면서 호우가 약해졌다. 오후 6시에는 경상북도 북부 지역의 호우주의보가 해제되면서 전국의 호우특보가 해제되었다.
29일 밤부터 30일 6시경까지 강원도에서는 총 9건의 비 피해 신고가 접수됐다. 또한 홍천군 지방도 406호선에서 토사가 유출돼 한때 응급 복구 작업이 이뤄졌다. 다만 강원도에서는 29-30일간 호우로 인명 피해가 없었다.
오전 4시 43분쯤에는 경상북도 영주시 상망동에서 산사태로 주택 1채가 토사에 매몰되어 집안에 갇힌 일가족 10명 중 9명이 부상을 입었으며, 14개월 된 여아는 오전 6시40분쯤 심정지 상태로 발견돼 인근 병원으로 이송했지만 결국 사망했다. 또한 상망동 일대에서는 산사태로 인해 15세대 주민 43명이 대피했다. 영주시 주택 매몰 사고에서 오전 4시 52분쯤 현장에 도착해 집 상황을 파악한 후 중장비를 요청했고, 오전 5시 10분쯤 포크레인이 도착하자 아이를 구조하기 위한 작업이 시작됐다. 오전 6시 38분쯤에는 토사에 깔려있던 아이가 마침내 구조됐으나 이미 의식과 호흡이 없는 상태였다. 특히 영주와 봉화에 피해가 집중되어 영주에서는 73건의 피해가, 봉화에서는 32건의 호우 피해가 접수되었다.
봉화군의 승부역에서는 역 인근 선로가 호우로 유실돼 새벽부터 영동선 열차의 운행이 중단되었다가 7시간만인 오후 1시쯤 복구가 완료되었다.

### 7월

#### 7월 4일
7월 1일부터 3일까지는 장마전선이 제주도 남쪽으로 남하안 가운데 간간히 비가 내려 집중호우가 거의 없었으나, 7월 4일부터 다시 장마전선의 북상으로 호우가 시작되었다. 오전 11시 25분에는 전라북도 김제에서 처음으로 호우주의보가 발령되었다. 11시 45분에는 충청남도 태안, 보령, 서천에도 호우주의보가 발령되었으며, 12시 20분에는 전라북도 군산에도 호우주의보가 발령되었다. 1시 들어서는 중부지방에서도 장마전선이 들어오기 시작해 서해5도, 인천 옹진에 호우주의보가, 1시 30분에는 충청남도 서산, 홍성에, 2시 30분에는 충청남도 예산, 당진에, 3시에는 경기도 안산, 시흥, 김포, 평택, 화성, 충청남도 아산, 인천(옹진군 제외)에 호우주의보가 확대되었다. 한편 2시 55분에는 전라북도 군산, 김제의 호우주의보가 해제되었다.
오후 들어 내륙으로도 호우가 확대되어 5시에는 경기도 이천, 안성, 6시에는 경기도 나머지 전역과 충청남도 천안, 충청북도 진천, 음성, 서울에 호우주의보가 발령되었다. 5시에는 충청남도 부여, 청양에, 6시에는 충청남도 공주, 충청북도 청주, 증평, 세종에, 7시에는 강원도 횡성, 원주, 철원, 화천, 홍천평지, 춘천, 충청북도 괴산, 충주, 제천으로 호우주의보가 확대되었다. 6시 10분에는 충청남도 논산, 계룡, 대전에, 30분에는 충청북도 보은, 옥천에도 호우주의보가 발령되면서 충청권으로 비가 확대되었고 7시 30분에는 강원도 영월, 양구평지, 인제평지, 충청북도 단양, 경상북도 상주, 문경, 예천에도 호우주의보가 발령되었다. 8시 10분에는 대전에서 7월 처음으로 호우경보가 발령되었고, 8시 30분에는 충청남도 금산, 충청북도 영동에 호우주의보가, 충청북도 청주, 보은, 옥천에 호우경보가 발령되며 충청권 전역에 호우특보가 발령되었다. 9시 30분에는 전라남도 장성, 함평, 영광, 전라북도 전역, 경상북도 안동, 영주, 영양평지, 봉화평지, 경북북동산지에도 호우주의보가, 경상북도 상주, 문경에는 호우경보가 발령되며 호우가 전라, 경상권으로도 확대되었다. 이 호우는 11시 30분 서해5도에 호우주의보가 해제되며 점차 잦아들기 시작했다.
서울 지방은 낮 들어 거센 비로 도림천이 다시 폐쇄되었다. 행정안전부도 위기 경보 수준을 '주의' 단계로 상향하고 중앙재난안전대책 본부 1단계를 가동하는 등 대비에 나섰고, 산림청도 산사태 위기경보를 관심에서 주의 단계로 격상했다.

#### 7월 5-6일
7월 4일 오후부터 시작된 비는 중부지방은 잦아들기 시작했으나, 오전 1시 전라남도 담양, 무안, 광주에 호우주의보가 발령되며 남부지방에는 확대되기 시작했다. 1시 30분에는 전라남도 해남, 신안(흑산면제외), 진도에 호우주의보가 발령되었으며 반대로 경기도 안산, 시흥, 부천, 김포, 파주, 충청남도 태안, 서산, 인천에는 호우주의보가 해제되었다. 2시에는 경기도 광명, 과천, 고양, 양주, 수원, 안양, 군포, 의왕, 화성, 충청남도 예산, 당진, 보령, 홍성, 서울 서남권과 서북권에 호우주의보가 해제되고 3시에는 제주도산지, 제주도북부중산간, 제주도남부중산간에 호우주의보가 발령되었다. 2시 15분에는 울진평지에 호우주의보가, 영주, 봉화평지, 경북북동산지에 호우경보가 발령되었다. 2시 30분에는 경기도 동두천, 연천, 포천, 의정부, 성남, 구리, 남양주, 오산, 평택, 하남, 충청남도 아산, 부여, 청양, 서천, 전라북도 부안, 군산, 서울 동남권 및 동북권의 호우주의보가 해제되었다. 뒤이어 3시에는 경기도 용인, 이천, 안성, 광주, 강원도 철원, 화천, 충청남도 천안, 공주, 논산, 계룡, 전라남도 영광, 전라북도 고창, 김제, 익산, 정읍, 전주의 호우주의보도 해제되었다. 3시 10분에는 추자도, 울릉도.독도에 호우주의보가 발령되었다. 3시 30분에는 충청남도 청주, 대전에 호우경보가, 경기도 가평, 여주, 양평, 강원도 춘천, 양구평지, 충청남도 금산, 충청북도 진천, 음성, 증평, 전라남도 장성, 무안, 함평, 신안(흑산면제외), 세종의 호우주의보가 해제되었다. 4시에는 강원도 횡성, 원주, 홍천평지, 인제평지, 충청북도 충주, 전라남도 담양, 진도, 전라북도 완주, 순창, 광주의 호우주의보가 해제되었다. 4시 30분에는 충청도 전역의 호우특보가 전부 해제되었다. 5시에는 제주도북부에 호우주의보가 발령되었고, 반대로 강원도 영월, 전라남도 해남, 전라북도 진안, 임실, 남원에 호우주의보가 해제되었다. 5시 30분에는 전라북도 무주, 장수의 호우주의보가 해제되며 전라도의 모든 호우특보도 해제되었다.
5시 50분에는 경상북도 상주, 문경, 영주, 봉화평지에 호우경보가, 경상북도 예천, 안동과 추자도에 호우주의보가 해제되었으며 제주도동부, 제주도남부에는 호우주의보가 발령되었다. 6시 30분에는 경북북동산지에 호우경보가, 영양평지, 울진평지에 호우주의보가 해제되며 경상권의 모든 호우특보도 해제되었다. 뒤이어 아침 8시 30분에는 제주도의 모든 호우특보도 해제되면서 전국의 호우특보가 해제되었다.
새벽에 강하게 내린 호우로 5일 오전 7시 30분경 영천상주고속도로의 대구시 군위군 지역에 산사태가 발생해 고속도로 하행선 2차로를 완전히 막았다. 당시 사면에는 낙석방지망과 낙석방지철책까지 쳐져 있었지만 무너져 내렸다. 쓸려 내려온 암석과 흙은 700톤가량으로 추정되며, 당초 암석 더미에 차가 깔리지는 않았지만 정체로 갓길에 서 있던 차량을 25톤 화물차가 들이받아 운전자가 다쳤다. 새벽 5시쯤 영주시 상망동에서는 토사가 도로를 덮치며 70대 운전자가 차에 갇혔다가 구조되기도 했다.
경기도 양주에서도 자동차 학원 공사 현장 옹벽이 무너져 근처 주택에 사는 4명이 대피했다. 또한 새벽 0시 반쯤에도 양주의 한 주택 인근 축대가 붕괴되어 주택 뒤편이 무너진 축대 잔해에 파묻혔고 축대 아래 거주하는 2가구 3명은 긴급대피했다. 또한 경기 구리시에서도 반지하 주택 5세대가 침수됐고, 남양주시 상가 지하도 물에 잠겨 소방 당국이 배수 지원 작업에 나섰다. 경기 광주에서는 강한 비바람에 날아온 이물질이 변압기에 고장을 일으켜, 아파트 단지 115세대에 전기 공급이 끊겼다가 3시간 만에 복구됐다.
충남 예산에서도 담벼락이 무너져 흙더미가 집 바로 옆까지 들이닥쳤으나 사상자는 없었다.
6일에는 별다른 비가 내리지 않았으나, 11시 50분쯤 전북 정읍 내장저수지 옆 야산에서 산사태가 일어나 바윗덩이와 토사가 쏟아지면서 지나가던 택시를 덮쳤으나 사상자가 없었다. 이 산사태로 인근 4개 마을 900여 가구는 한때 전기와 물이 끊겼고 일부 주민이 대피하기도 했다. 산사태 규모는 높이 20 m, 길이 60 m 규모로 정읍시에서는 추가 붕괴 우려로 정밀 진단 이후 복구 작업을 거치기로 했다.

#### 7월 7일
5일 아침부터 완전히 갠 비는 7일부터 다시 장마전선이 다가오며 호우를 내리기 시작했다. 오전 3시 제주도산지, 제주도북부중산간에 처음으로 호우주의보가 발령되었다. 6시 30분에는 흑산도.홍도에, 7시 30분에는 전라남도 해남, 완도, 신안(흑산면제외), 진도에, 9시에는 전라남도 고흥, 보성, 장흥, 강진, 영암, 무안, 함평, 영광, 목포에 호우주의보가 발령되었다. 장마가 북상하면서 9시에 제주도산지, 제주도북부중산간의 호우주의보가 해제되었다. 10시에는 전라남도 나주, 담양, 장성, 화순, 전라북도 고창, 순창, 광주에 호우주의보가 발령되었다.
장마전선이 북상하며 11시 30분에는 전라북도 부안, 김제, 정읍에, 12시 40분에는 전라남도 곡성, 구례, 전라북도 군산, 완주, 전주, 남원에, 오후 1시 50분에는 전라남도 광양, 순천에, 1시 55분에는 전라북도 진안, 장수, 익산에, 2시 5분에는 전라북도 무주, 임실, 경상남도 창원, 하동, 산청, 함양, 거창, 합천, 통영, 사천, 거제, 고성, 남해에 호우주의보가 차례로 확대되며 전라도 전체에 호우특보가 발령되었다. 2시 40분에는 경상북도 구미, 영천, 경산, 군위, 청도, 고령, 성주, 칠곡, 김천, 상주, 의성, 청송, 포항, 경주, 대구에, 2시 50분에는 충청남도 계룡, 충청북도 보은, 옥천, 영동, 대전에도 호우주의보가 확대되며 경상권과 충청권 일부로도 호우가 확대되었다.
오후 3시 들어 전라남도 나주, 담양, 장성, 해남, 영암, 무안, 함평, 영광, 목포, 신안(흑산면제외), 진도, 흑산도.홍도, 광주에 호우주의보가 해제되며 전라도 해안지역은 차츰 비가 약해지기 시작했다. 3시 10분에는 경상북도 안동, 영양평지, 영덕, 경상남도 양산, 김해, 부산, 울산에 호우주의보가 발령되고 전라북도 고창, 부안, 군산, 김제, 완주, 임실, 순창, 익산, 정읍, 전주의 호우주의보는 해제되었다. 3시 20분에는 전라남도 여수의 호우주의보가 발표되고 반대로 곡성, 화순, 장흥, 강진, 완도의 호우주의보는 해제되었다. 3시 50분에는 경상북도 문경, 예천, 영주에 호우주의보가 발령되었다. 4시에는 전라남도 구례, 고흥, 보성, 순천과 전라북도 전역의 호우주의보가 해제되었다. 4시 20분에는 전라남도 전역의 호우주의보도 해제되었다. 반대로 4시 25분 경상남도 밀양, 의령, 함안, 창녕에는 호우주의보가 발령되었다. 4시 40분에는 경상북도 상주에 처음으로 호우경보가 발령되었다.
오후 5시 들어 경상남도 하동, 산청, 함양, 거창, 합천의 호우주의보도 해제되기 시작했다. 5시 30분에는 경상북도 고령, 성주, 칠곡, 대구의 호우주의보도 해제되었으나 예천에는 호우경보가 발령되었다. 6시에는 경상남도 밀양, 의령, 함안, 창녕, 통영, 사천, 거제, 고성, 남해에, 6시 10분에는 충청남도 계룡, 대전의 호우주의보도 해제되었다. 8시에는 충청북도 영동, 경상북도 구미, 영천, 경산, 군위, 청도, 김천, 포항, 경주, 경상남도 양산, 창원, 김해, 울산의 호우주의보가 해제되었고 경상북도 상주, 예천의 호우경보는 호우주의보로 격하되었다. 9시에는 대한민국 전역의 호우주의보가 해제되며 모든 호우특보가 해제되었다.
7월 7일에는 전라도와 경상도 지방은 최대 30 mm에서 많게는 100 mm가 넘는 호우가 내렸는데, 반대로 서울 수도권과 중부지방은 30도 안팎 폭염이 발생하는 등 날씨 차이가 매우 벌어졌다.
오후 2시 50분쯤에는 도시철도 2호선 공사현장인 광주광역시 지산동 지산사거리 부근에서 인도를 보행하던 50대 여성 A 씨가 땅이 꺼지면서 생긴 약 3m 깊이의 구멍에 빠져 부상을 입는 사고가 발생했다. 피해자는 타박상 등을 입어 병원에서 치료를 받았다.

#### 7월 8일
8일 오전 4시 10분부터 제주도남부, 제주도남부중산간에 호우주의보가 다시 발령되었다. 5시 10분에는 제주도산지, 제주도서부, 제주도북부, 제주도동부, 제주도북부중산간에도 호우주의보가 확대되었으며, 제주도에 머물던 장마는 오후 3시 30분 모두 호우주의보가 해제되며 물러갔다.
8일에는 호우는 잦아들었으나, 이전까지 많이 내린 비의 영향으로 피해가 대한민국 곳곳에서 발생했다. 아침 8시 반쯤 경북 안동시 예안면의 지방도로에 300톤가량의 토사가 쏟아졌다. 휴일 아침이라 통행량이 적어 피해는 없었지만, 추가 붕괴 가능성이 높아 복구는 이틀 이상 걸릴 것으로 추산되었다. 그 외에도 전북 완주군의 국도 제21호선 구간에도 10톤가량의 돌과 흙이 무너져 내렸으며, 원주시에는 감악산에 오르던 50대 남성의 머리 위로 갑자기 지름 40센티미터 가량의 돌이 떨어져 10m 산 아래로 떨어진 뒤 헬기로 구조돼 병원으로 옮겨졌지만 사망했다.

#### 7월 9일
제주도 남쪽과 북한 황해도 지역에 머물던 장마전선은 북쪽의 장마전선이 남하하면서 호우가 확대되었다. 9일 오전 8시에는 경기도 김포, 동두천, 연천, 포천, 고양, 양주, 파주, 강원도 철원, 인천 강화에, 9시에는 경기도 가평, 의정부, 남양주에 호우주의보가 발령되었다. 9시 30분에는 강원도 화천, 양구평지에, 10시 30분에는 강원도 춘천, 인제평지, 강원북부산지에, 11시에는 경기도 구리, 하남, 서울 동남권 및 동북권으로 호우주의보가 확대되었다. 11시 50분에는 서울 서남권, 서북권에도 호우주의보가 발령되었다. 12시에는 경기도 양평, 강원도 횡성, 원주, 홍천평지에 호우주의보가, 경기도 가평, 남양주는 호우경보가 발령되었다.
오후 1시 30분에는 경기도 연천과 강원도 철원의 호우주의보가 해제되었다. 장마전선이 남하하면서 2시에는 충청북도 충주, 제천, 진천, 음성, 경상북도 상주, 문경에 호우주의보가 발령되었으며, 반대로 경기도 김포, 동두천, 포천, 고양, 양주, 의정부, 파주, 인천 강화에는 호우주의보가 해제되었다. 3시에는 강원도 영월, 정선평지에 호우주의보가 발령되고 경기도 구리, 하남, 강원도 화천, 양구평지, 인제평지, 강원북부산지, 서울의 호우주의보가 해제되었다. 3시 20분에는 경기도 가평, 남양주의 호우경보가 호우주의보로 격하되었다. 4시에는 경상북도 안동, 영주, 봉화평지에 호우주의보가 발령되었고 경기도 전역과 강원도 횡성, 원주, 홍천평지, 춘천, 충청북도 진천, 음성의 호우주의보는 해제되었다. 4시 10분에는 충청북도 충주, 제천의 호우주의보가 해제되었다. 5시에는 강원도 전역의 호우주의보도 해제되었다. 6시에는 경상북도 영주, 봉화평지에서도 호우주의보가 해제되었다. 6시 50분에는 경상북도 상주, 문경에, 7시 40분에는 경상북도 안동의 호우주의보가 해제되면서 전국의 호우특보가 해제되었다.
강원도 정선군에서는 군도 제3호선 강변도로 피암터널 위로 300톤 가량의 흙과 돌이 쏟아져 도로가 폐쇄되었다. 또한 충북 충주시 중앙탑면에서도 산사태가 나는 등 전국 곳곳에서 산사태가 발생했다. 또한 경북 상주에서는 나무가 전도돼 3가구가 정전되었고 경북 상주에서는 사면 유실 우려로 1가구 1명이 일시 대피했다.

#### 7월 10일
새벽부터 다시 서남쪽에서 장마전선이 유입되기 시작해, 오전 3시 50분부터 흑산도.홍도에 호우주의보가 발령되기 시작했다. 4시 10분에는 충청남도 공주와 세종시에 호우주의보가 발령되었다. 4시 20분에는 충청남도 청양, 보령, 충청북도 청주에, 5시에는 전라남도 신안(흑산면제외)에 호우주의보가 발령되었다. 5시 10분에는 충청남도 공주에 호우경보가 발령되었으며, 5시 20분에는 경기도 이천, 여주, 강원도 원주, 충청남도 천안, 충청북도 괴산, 충주, 진천, 음성, 증평, 전라남도 무안, 함평, 목포에 호우주의보가 발령되었으며, 5시 30분에는 세종에 호우경보가 발령되었고 5시 50분에는 충청북도 보은, 제천, 단양, 전라남도 나주, 영암, 경상북도 상주, 문경, 예천, 영주, 광주에 호우주의보가 발령되었다. 6시에는 강원도 영월, 횡성, 대전에도 호우주의보가 발령되었다. 6시 20분에는 경기도 양평에 호우주의보가 발령되었고, 충청남도 공주와 세종의 호우경보는 호우주의보로 격하되었다. 6시 30분에는 경기도 용인, 광주, 강원도 홍천평지에 호우주의보가 발령되었다.
7시 30분에는 경상북도 안동, 의성, 봉화평지에 호우주의보가 발령되고 경기도 용인, 이천, 광주, 충청남도 천안, 공주, 청양, 보령, 충청북도 청주, 괴산, 충주, 제천, 진천, 음성, 단양, 증평, 전라남도 나주, 영암, 무안, 함평, 목포, 신안(흑산면제외), 대전, 광주, 세종의 호우주의보는 해제되었다. 뒤이어 8시 20분에는 경기도와 충청도의 모든 호우특보가 해제되었다. 9시 10분에는 강원도 원주에, 10시에는 강원도 횡성의 호우주의보가 해제되었다. 11시에는 강원도 영월, 홍천평지, 전라남도 흑산도.홍도, 경상북도 상주, 문경, 예천, 안동, 의성의 호우주의보도 해제되었다. 12시에는 경상북도 영주, 봉화평지의 호우주의보도 해제되면서 전국의 호우특보가 해제되었다.
10일에는 전국 곳곳의 국지성 호우로 충북 충주에서는 낙석 20톤이 도로에 쏟아져 4시간 만에 긴급 복구됐으며, 제천과 옥천 등지에선 나무들이 쓰러졌으며, 남한강에서는 2명이 불어난 강물에 고립되는 등 충북지역에서만 30건에 달하는 피해 신고가 접수됐다.

#### 7월 11일
오전 5시 30분 전라남도 흑산도.홍도에 호우주의보가 발령되면서 새벽부터 호우가 다시 시작되었다. 7시 30분에는 흑산도.홍도의 호우주의보가 해제되었으나 8시에는 경기도 안산, 시흥, 전라남도 거문도.초도에 다시 호우주의보가 발령되었다. 8시 20분에는 경기도 과천, 수원, 성남, 안양, 군포, 의왕, 화성, 광주에, 8시 30분에는 경기도 오산, 용인, 이천, 안성, 여주에, 8시 50분에는 경기도 하남, 양평, 서울 동남권에 호우주의보가 발령되며 호우가 확대되었다. 9시에는 전라남도 거문도.초도의 호우주의보가 해제되었다.
9시 10분에는 강원도 횡성, 원주에 호우주의보가, 9시 20분에는 경기도 이천, 여주에 처음으로 호우경보가 발령되었으며 30분에는 강원도 원주에 호우경보가, 40분에는 강원도 영월, 평창평지에 호우주의보가 각각 발령되었다. 12시에는 충청남도 보령, 서천에도 호우주의보가 발령되었다. 10시 20분에는 충청남도 공주, 청양, 인천(강화군,옹진군 제외)에, 30분에는 경기도 부천, 고양, 서울 동북권 및 서북권에, 11시에는 경기도 남양주, 전라남도 장성, 무안, 영광에 호우주의보가 발령되었다. 11시 10분에는 강원도 정선평지에, 11시 20분에는 전라남도 함평에, 11시 30분에는 경기도 가평, 파주, 강원도 화천, 춘천, 양구평지, 전라남도 담양, 전라북도 순창, 남원, 광주에 호우주의보가, 경기도 이천, 여주, 강원도 원주에 호우경보가 발령되었다. 11시 50분에는 전라남도 나주, 곡성, 화순에도 호우주의보가 발령되었다.
12시에는 경기도 과천, 안산, 시흥, 부천, 성남, 안양, 군포, 의왕, 하남, 서울(서남권 제외), 인천(강화군,옹진군 제외)에 호우주의보가 해제되었다. 12시 40분에는 경기도 포천에, 오후 1시에는 전라남도 구례, 순천, 경상남도 하동, 산청, 함양, 거창, 합천에, 1시 10분에는 경상북도 상주에, 1시 20분에는 강원도 홍천평지, 전라남도 신안(흑산면제외), 경상남도 의령, 창녕, 진주에, 1시 40분에는 경상북도 고령, 대구에, 1시 50분에는 경상북도 경산, 청도, 안동, 의성, 경주에 차례로 호우주의보가 발령되었다. 2시에는 경기도 광명, 과천, 부천, 김포, 성남, 안양, 경상북도 영천, 영양평지, 포항, 경상남도 양산, 김해, 밀양, 함안, 인천(옹진군 제외), 울산에 호우주의보가 발령되며 전국 대부분에 호우특보가 내려졌다.
오후 2시 20분에는 경기도 구리, 하남, 서울 전역에 호우주의보가 내려졌다. 2시 30분에는 경상북도 청송, 영덕에, 2시 50분에는 서해5도, 인천 옹진에 호우주의보가 내려졌다. 3시에는 경기도 광명, 부천, 서울 서남권, 인천(강화군,옹진군 제외)의 호우주의보가 호우경보로 대치되었다. 3시 20분에는 경기도 양주, 의정부에 호우주의보가, 경기도 고양, 구리, 남양주, 하남, 서해5도, 서울(서남권 제외)에 호우경보가 발령되었다. 3시 30분에는 경기도 동두천, 연천, 강원도 철원, 부산에 호우주의보가, 경기도 김포, 인천 강화에 호우경보가 내려졌다. 3시 40분에는 부산에 호우경보가 내려졌으며, 3시 50분에는 경기도 광주, 양평에도 호우경보가 내려졌다. 4시 10분에는 경기도 의왕, 전라북도 고창, 부안, 김제, 장수, 임실에 호우주의보가, 경기도 과천, 성남에 호우경보가 내려졌다. 4시 40분에는 전라북도 군산, 완주, 진안, 무주, 익산, 정읍, 전주에도 호우주의보가 내려졌다. 5시에는 강원도 태백, 강원중부산지, 강원남부산지에, 7시에는 경상북도 문경, 예천, 영주, 봉화평지에도 호우주의보가 내려졌다. 5시 30분에는 충청남도 논산, 금산, 부여, 계룡, 충청북도 보은, 옥천, 영동, 대전에 호우주의보가 내려졌고 부산의 호우경보는 호우주의보로 격하되었다. 6시에는 경상북도 구미, 군위, 성주, 칠곡, 김천에 호우주의보가 발령되었고 경기도 김포, 고양, 서해5도, 인천 강화의 호우경보는 완전 해제되었으며, 경기도 동두천, 연천, 양주, 파주의 호우주의보도 해제되었고 경기도 광명, 과천, 부천, 성남, 구리, 남양주, 하남, 광주, 양평, 서울, 인천(강화군,옹진군 제외)의 호우경보는 호우주의보로 격하되었다. 7시에는 경기도 평택에 호우주의보가 발령되었다. 6시 20분에는 충청북도 청주, 괴산, 충주, 제천, 진천, 음성, 단양, 증평에 호우주의보가 발령되며 충청북도 전역에 호우주의보가 내려졌다.
8시 들어 점차 장마가 약해져, 경기도 광명, 과천, 부천, 포천, 가평, 의정부, 수원, 성남, 안양, 구리, 남양주, 오산, 의왕, 하남, 용인, 화성, 광주, 양평, 강원도 철원, 화천, 홍천평지, 춘천, 양구평지, 강원중부산지, 전라북도 전역, 전라남도 나주, 담양, 곡성, 구례, 장성, 화순, 순천, 무안, 함평, 영광, 신안(흑산면제외), 경상남도 밀양, 의령, 함안, 창녕, 진주, 하동, 산청, 함양, 거창, 합천, 서울, 인천(강화군 제외), 광주에 호우주의보가 해제되었다. 9시에는 경상북도 구미, 영천, 경산, 군위, 청도, 고령, 성주, 칠곡, 김천, 포항, 경주와 경상남도 전역, 부산, 울산에 호우주의보가 해제되었다. 오후 10시에는 경기도와 강원도 전역, 충청남도 공주, 청양, 보령, 계룡, 충청북도(옥천, 영동 제외), 대전에 호우주의보가 해제되었으며, 11시 30분에는 전국에 남은 모든 호우주의보가 해제되었다.
서울 구로구에서는 시간당 72 mm가 넘는 극한호우가 내리자 기상청은 오후 3시 31분, 구로구 오류동 등 4곳에 재난문자를 발송했지만 동별로 할당된 식별 코드를 잘못 입력해 재난문자가 제대로 보내지지 않았으며, 이후 비구름대가 영등포구와 동작구 일대로 넘어가면서 기상청은 해당 지역에 오후 3시 48분에 다시 긴급재난 문자를 보냈지만, 일부 주민들은 오후 4시가 돼서야 문자를 받았다.
서울 강남에 있는 개포자이 프레지던스 단지는 호우로 아파트 출입구와 공용시설, 보행로 등이 물에 잠겼다. 지난 3월 입주한 서울 강남의 3천300여 세대 규모의 신축 아파트 단지인데, 지난달에도 빗물이 유입되며 한 차례 물난리를 겪었으며 이번 침수의 원인도 부족한 배수시설에 지대가 낮은 아파트 단지로 물이 유입된 것이 원인으로 지적되었다.
부산 사상구에 있는 학장천에서는 하천이 범람하면서 산책로를 걷던 60대 여성 2명이 급류에 휩쓸려 실종됐다. 여성 1명은 구조됐지만 나머지 1명은 실종 상태였으며, 실종자 수색 범위를 낙동강 하구에서 바다 쪽으로도 확대해 전방위 수색에 들어갔다. 이 실종자는 실종 3주째인 7월 말까지도 찾지 못했으며, 부산소방재난본부는 수색 범위를 학장천 학장교를 넘어 낙동강 모래섬 일대와 다대포해수욕장뿐만 아니라 가덕도까지 매일 인력 100여명을 동원하여 수색하는 중이다. 경기도 여주의 소양천에서는 통제가 안 된 상태에서 70대 남성이 오전 9시쯤 산책을 나왔다가 물에 휩쓸렸고, 3시간 정도 수색을 벌인 후 실종 지점에서 100m 정도 떨어진 수풀에서 숨진채 발견됐다. 다만 여주시의 사망자는 안전사고로 집계되어 호우의 사망자로 처리되지는 않았다.
수도권 지하철 1호선 영등포역에서 금천구청역 구간의 양방향 운행이 15분 정도 멈췄다.
낮 광주에는 시간당 50 mm가 넘는 폭우가 내려 어린이집 일부가 붕괴되었고, 대구에서도 폭우와 함께 시속 70 km 이상의 강한 돌풍도 불어 가로수가 넘어지고 전선이 끊어지고 1시간만에 50건이 넘는 피해 신고가 접수되었다. 출입이 전면 통제된 무등산에서 한때 실종됐던 80대 노인도 7시간만에 구출되었다. 낮 12시쯤엔 낙뢰가 떨어져 고압전선이 끊어졌고, 인근 주택 260여 가구에 정전이 발생했다.

#### 7월 12일
오전 1시 10분부터 다시 장마전선이 몰려와 전라남도 보성, 광양, 순천, 장흥, 강진, 해남, 영암, 신안(흑산면제외), 경상남도 거제에 호우주의보가 발령되었다. 1시 40분에는 경상남도 하동, 사천에도 호우주의보가 발령되었다. 2시에는 전라남도 진도, 경상남도 창원, 김해, 통영, 고성, 남해, 부산에 호우주의보가, 전라남도 광양은 호우경보로 대치되었다. 2시 10분에는 전라남도 여수에, 2시 20분에는 전라남도 고흥, 완도에 호우주의보가 발령되었으며 오전 3시에는 전라남도 보성, 여수의 호우주의보가 호우경보로 대치되었다. 3시 50분에는 전라남도 순천에도 호우경보가 발령되었다. 4시 20분에는 전라남도 무안, 함평에 호우주의보가 발표되고 해남, 진도의 호우주의보는 해제되었다. 6시 25분에는 경상남도 남해에, 6시 50분에는 경상남도 통영, 거제에 호우경보가 발령되고 반대로 전라남도 무안, 함평, 신안(흑산면제외)의 호우주의보는 해제되었다. 7시 30분에는 충청북도 보은에 호우주의보가 발령되고 전라남도 보성의 호우경보와 고흥, 장흥, 강진, 완도, 영암의 호우주의보는 해제되었다. 8시 10분에는 경상북도 상주에 호우주의보가 발령되었다.
9시에는 전라남도 여수, 광양, 순천, 경상남도 남해의 호우경보와 경상남도 하동, 사천의 호우주의보가 해제되었고, 10시에는 충청북도 (보은, 경상북도 상주, 경상남도 창원, 김해, 고성에 호우주의보가 해제되었으며, 11시에는 부산의 호우주의보와 경상남도 통영, 거제의 호우경보가 해제되어 전국의 호우특보가 끝났다.
2020년 한국 집중호우 이후 3년만에 처음으로 섬진강댐도 댐 수위가 홍수기 제한 수위인 194미터 가까이 올라오면서 초당 최대 3백 톤의 물을 방류하기 시작했다.
국도 제2호선의 전라남도 광양시 중마동에서 순천방면 황금터널 앞 사면이 산사태로 붕괴되었다. 또한 상습침수구간인 홈플러스 사거리를 비롯해 광영동 도촌마을 입구, 우림필유에서 식자재마트 방향 도로, 길호대교 아래 등 광양시내 대부분의 도로가 침수되었다.

#### 7월 13일
12일 저녁부터 중국 해상에서 중부지방을 향해 장마전선이 다가왔고, 오전 5시 20분부터 전라북도 군산, 김제에 처음으로 호우주의보가 발령되었다. 6시 10분에는 충청남도 보령, 서천에도 호우주의보가 발령되었다. 8시에는 서해5도에도 호우주의보가, 8시 20분에는 충청남도 보령에 호우경보가, 10시에는 인천 옹진에 호우주의보가 발령되었다. 9시에는 충청남도 태안, 당진, 서산, 홍성, 전라북도 부안, 익산, 정읍에, 10시에는 경기도 안산, 시흥, 평택, 화성, 인천(옹진군 제외)에 호우주의보가 발령되었다. 9시 30분에는 충청남도 공주, 아산, 논산, 부여, 청양, 예산, 계룡, 전라북도 완주, 전주에, 10시 30분에는 경기도 광명, 과천, 부천, 김포, 고양, 수원, 성남, 안양, 오산, 군포, 의왕, 용인, 광주, 서울에, 11시 30분에는 경기도 동두천, 연천, 포천, 가평, 양주, 의정부, 파주, 구리, 남양주, 하남에 차례로 호우주의보가 발령되었다. 10시에는 충청남도 천안, 금산, 전라북도 진안, 무주, 대전, 세종에, 10시 30분에는 경기도 이천, 안성, 11시에는 충청북도 청주, 보은, 옥천, 영동, 진천, 음성, 증평, 11시 30분에는 경기도 여주, 양평에 호우주의보가 발령되며 수도권 전역과 충청남도 전역에 호우주의보가 내려졌다. 11시에는 충청북도 괴산, 충주, 제천, 단양, 경상북도 상주, 문경, 예천, 영주에 호우주의보가 내려지고 충청남도 보령의 호우경보가 주의보로 격하되었으며, 12시에는 강원도 영월, 횡성, 원주, 철원, 화천, 홍천평지, 춘천에도 호우주의보가 내려졌다. 11시 20분에는 경기도 오산에 호우경보가 발령되고, 12시에는 경상북도 안동, 봉화평지, 경북북동산지에 호우주의보가 내려지고 전라북도 전역의 호우주의보는 해제되었다.
12시 30분에는 강원도 태백, 평창평지, 정선평지, 강원중부산지, 강원남부산지에 호우주의보가 발령되고 경기도 오산의 호우경보는 주의보로 격하되었으며 오후 1시 30분에는 강원도 양구평지, 인제평지, 강원북부산지에 호우주의보가 발령되었다. 1시 30분에는 충청남도, 충청북도, 경상북도(상주, 문경, 예천), 대전, 세종의 호우주의보도 해제되었다. 2시 30분에는 경상북도 전역에도 호우주의보가 해제되었다. 하지만 저녁 들어 다시 강해지기 시작해 오후 7시에는 경기도, 서울, 인천 전역에 호우경보가 발령되었다. 7시 30분에는 충청남도, 대전, 세종에 호우주의보가 발령되었으며, 9시에는 전라북도 부안, 군산, 김제에도 호우주의보가 발령되었다. 10시에는 충청북도 전역에, 11시에는 경상북도 상주, 문경, 예천, 안동, 영주, 의성, 청송, 영양평지, 봉화평지, 울진평지, 경북북동산지에 호우주의보가 발령되었다. 11시에는 전라남도 장성, 무안, 함평, 영광, 목포, 신안(흑산면제외), 전라북도 고창, 순창, 정읍에, 다음 날 자정에는 전라남도 나주, 담양, 전라북도 완주, 임실, 익산, 전주, 광주에도 호우주의보가 발령되었다.
오전 0시 22분경에는 전라남도 보성군의 국지도 58호선 비탈면 유실로 1명이 팔목 부상을 입어 입원해 7월 장마의 첫 부상자로 기록되었다.
오전 5시 40분쯤, 전북 진안의 한 국도에서 큰 돌덩어리들이 왕복 2차선 도로로 쏟아져 5시간동안 차량 통행이 막히다 오후 즈음부터 뚫리기 시작했다.
호우로 오후 3시쯤 강남구 삼성동 봉은사역에서는 도로 가장자리에 물웅덩이가 생기고 맨홀에서 빗물이 역류했으며, 사당동과 서초동 곳곳에서도 맨홀이 역류하고 침수되는 피해가 있었다. 특히 2022년 한국 중부 집중호우 시기에도 침수되었던 강남역 근처 9호선 언주역 주변 도로와 인근 상가에 침수 피해가 발생했다.
오후 6시 30분쯤에는 서울 서대문구 홍제천 인근 지역 지반이 3.5 m 높이로 무너지며 토사물이 주택가로 밀려들었다는 신고가 접수됐다. 이 때문에 근처에 사는 20세대, 총 46명이 긴급 대피했으며 90대 노인 1명이 아직 거처에 머무르는 것으로 알려져 현장 안전을 확인했다. 축대 아래쪽은 재개발 구역이라 거주자가 없어서 인명 피해는 없었다.
저녁 7시 50분쯤에는 강원 정선군 정선읍 군도 3호선 피암터널 상부에서 산사태가 발생해 터널은 3분의 1 정도가 무너졌다. 지난 7월 6일부터 모두 4차례에 걸쳐 산사태가 일어났던 지역으로 첫 산사태 이후 교통을 통제해 인명 피해는 없었으나 장기간 안전진단을 가지기로 결정했다.
13일 오후 8시 30분에 행정안전부는 수도권 등 중부지방을 중심으로 호우특보가 확대·강화됨에 따라 위기경보 수준을 “경계”에서 최고 수준인 “심각” 단계로, 중앙재난안전대책본부 2단계를 3단계로 상향했다.

#### 7월 14일
14일 자정에는 서해5도에 호우주의보가 해제되었고, 충청남도 태안, 당진, 서산, 홍성에 호우경보가 발령되었다. 3시에는 경상남도 창원, 통영, 사천, 거제, 고성, 남해, 부산, 울산에 호우주의보가 발령되었다. 2시에는 전라북도 진안, 무주, 장수, 남원에 호우주의보가, 충청남도 부여, 청양, 예산, 보령, 서천, 전라북도 고창, 부안, 군산에 호우경보가 내려졌고 4시에는 충청남도 천안, 공주, 아산, 논산, 금산, 계룡, 대전, 세종에 호우경보가 내려졌다. 4시에는 전라남도 곡성, 구례, 경상북도 구미, 영천, 경산, 군위, 청도, 고령, 성주, 칠곡, 김천, 대구에 호우주의보가, 5시에는 경상남도 하동, 산청, 함양, 거창, 합천에 호우주의보가 발령되었다. 뒤이어 4시에는 전라남도 무안, 함평, 전라북도 김제, 완주, 익산, 정읍, 전주에, 5시에는 충청북도 청주, 보은, 괴산, 옥천, 진천, 음성, 증평에도 호우경보가 발령되었다. 4시 30분에는 전라남도 장성, 신안(흑산면제외)에 호우경보가, 5시에는 전라남도 화순, 광양, 순천, 영암에 호우주의보가 내려졌으며 경기도 안산, 시흥, 부천, 김포, 인천의 호우경보는 해제되었고 전라남도 나주, 담양, 전라북도 임실, 순창, 광주에서는 호우경보가 발령되었으며 경기도 안산, 시흥, 부천, 김포 제외, 충청남도 아산, 예산, 태안, 당진, 서산, 홍성, 서울에서는 호우겨옵가 호우주의보로 격하되었다.
6시에는 경상남도 양산, 김해, 밀양에 호우주의보가, 충청북도 영동, 전라북도 진안, 무주, 경상북도 상주, 문경에는 호우경보가 발령되고 7시에는 경상북도 예천, 영주, 봉화평지에 호우경보가 발령되었다. 6시 30분에는 경기도 전역과 강원도 철원, 화천, 홍천평지, 춘천, 양구평지, 인제평지, 강원북부산지, 강원중부산지, 서울의 호우주의보가 해제되었으며 충청남도 천안, 충청북도 청주, 괴산, 진천, 음성, 증평, 세종의 호우경보는 호우주의보로 격하되었으나 경북북동산지의 호우주의보는 호우경보로 대치되었다. 9시에는 전라남도 무안, 신안(흑산면제외)의 호우경보가 해제, 강원도 전역과 충청북도 충주, 제천, 진천, 음성, 단양, 증평, 전라남도 영암, 목포, 경상북도 울진평지의 호우주의보가 해제되었으며 전라남도 나주, 담양, 장성, 함평, 영광, 경상북도 상주, 문경, 예천, 영주, 봉화평지, 경북북동산지, 광주의 호우경보는 호우주의보로 격하되었으나 10시에 경상남도 의령, 함안, 창녕, 진주에 호우주의보가 발령되었다. 10시 10분에는 울릉도.독도에도 호우주의보가 발령되었다. 11시에는 전라남도 전역과 경상남도 창원, 하동, 통영, 사천, 거제, 고성, 남해, 광주의 호우주의보가 해제되었다. 12시에는 경상북도 영천, 경산, 청도, 경상남도 양산, 김해, 밀양, 의령, 함안, 창녕, 진주, 대구, 부산, 울산의 호우주의보는 해제되었고 전라북도 고창, 임실, 순창, 정읍에서는 호우경보가 주의보로 격하되었다.
12시 10분에는 충청북도 증평에 호우주의보가, 충청북도 청주, 괴산, 세종에 호우경보가 내려졌고 12시 30분에는 경상북도 상주, 문경에 호우경보가 내려졌으며 1시에는 전라북도 고창, 장수, 임실, 순창, 정읍, 남원와 경상남도 산청, 함양, 거창, 합천, 울릉도.독도의 호우주의보가 해제되었다. 2시 30분에는 다시 충청북도 충주, 제천, 진천, 음성, 단양에 호우주의보가 내려졌다. 3시에는 강원도 태백, 영월, 정선평지, 강원남부산지에 호우주의보가 내려지고 경상북도 고령, 성주의 호우주의보가 해제되었다. 3시 20분에는 경기도 평택, 안성에 호우주의보가 내려졌고 4시에는 경기도 안성에 호우경보가 발령되고 전라북도 진안, 무주의 호우경보는 주의보로 격하되었다. 4시 20분에는 경기도 이천, 전라북도 고창, 정읍에 호우주의보가 발령되고 경기도 평택, 충청북도 진천에는 호우경보가 발령되었다. 4시 40분에는 경기도 여주, 강원도 원주, 전라북도 임실, 순창에 호우주의보가 내려지고 경기도 이천, 충청북도 충주, 제천, 음성, 증평에는 호우경보가 내려졌다. 5시에는 충청남도 천안, 아산, 태안, 당진, 서산, 전라북도 진안, 무주에도 호우경보가 내려졌다. 5시 50분에는 강원도 평창평지, 횡성에 호우주의보가 내려졌다. 6시 40분에는 전라북도 장수, 남원에 호우주의보가, 임실에 호우경보가 발령되었다. 7시에는 경기도 용인이, 7시 10분에는 경상남도 함양, 거창, 합천에 호우주의보가 발령되었다. 7시 45분에는 경기도 용인, 여주, 강원도 원주, 충청남도 예산, 홍성에 호우경보가 발령되었고 8시 10분에는 전라북도 고창, 정읍에, 9시에는 강원도 영월, 충청북도 단양, 경상북도 예천, 영주에 호우경보가 발령되었다. 10시 15분에는 전라남도 장성, 무안, 함평, 영광, 신안(흑산면제외), 경상북도 성주에 호우주의보가, 경상북도 구미, 군위, 김천, 안동, 의성, 봉화평지에 호우경보가 발령되었으며 경기도 평택, 용인, 이천, 안성, 여주, 강원도 원주, 충청남도 태안, 당진, 서산의 호우경보는 호우주의보로 격하되었다.
14일에는 중부지방에 집중된 폭우로 전국 곳곳이 역사상 최고 일일강수량 수치를 돌파했다. 군산에 내린 일강수량은 359.1 mm로 2000년 8월 26일의 종전 최고강수량인 310 mm를 돌파했으며, 그 외에도 부여(225.2 mm), 전주(197.2 mm), 부안(179.6 mm), 보령(164.1 mm)도 일일 최고 강수량을 경신했다.
오후 4시 2분경 충청남도 논산에 있는 논산시립납골당에서 비탈면 토사가 무너져 내리며 사용하지 않는 납골당 건물이 붕괴되는 사고가 발생했다. 무너진 납골당 건물을 피해 주차장으로 가던 사람들이 다시 무너진 토사에 깔렸으며, 1시간 30분 만에 매몰자 4명을 구조해 병원으로 옮겼으나 2명이 사망하고 2명이 부상을 입었다. 오후 11시 03분에는 익산역을 출발해 수색차량사업소로 가던 무궁화호 J1512열차가 산사태에 휩쓸려 차량 5량이 탈선되었고 기관사 1명이 중상을 입는 사고가 발생했다.
오후 4시 20분쯤 익산 낭산면의 비닐하우스에선 부모와 그 자녀인 남매 둘, 모두 4명이 갇혔다가 구조되었으며, 오전에는 진안 계곡 근처에 50대 남성이 고립되었다가 구조되었다. 목포에서는 33년 된 5층 상가 건물이 빗물을 머금은 건물 1층 기둥 등의 철근이 휘어지고 콘크리트가 떨어져 나가 붕괴될 것 같다는 신고를 받고 17명이 급히 대피하기도 했다.
비바람으로 고압선이 끊기면서 서울 홍제동 일대 2,000여가구에 전기 공급이 끊겼으며, 쌍문동에서도 가로수와 전신주가 쓰러져 2,000여가구가 피해를 입었다.
경북 봉화군 물야저수지에서는 둑 너머로 물이 넘쳐나면서 하류에 거주하는 주민 25명이 대피했으며, 군산에 있는 만경강 삼례교에는 홍수경보가 발령됐고, 익산천은 수위가 상승하면서 인근 마을 주민 20여 명이 긴급 대피했다.

#### 7월 15일

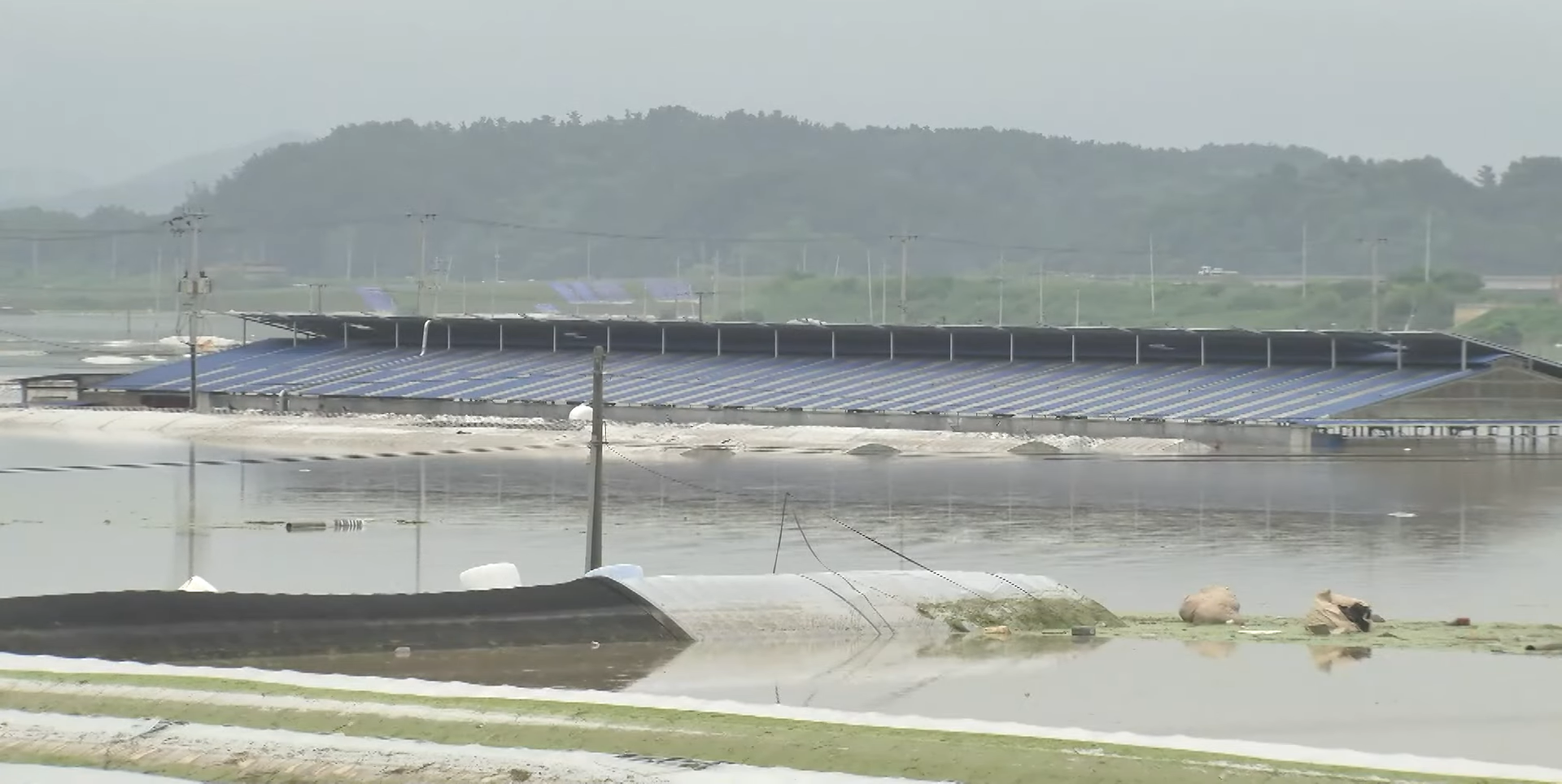
7월 15일의 홍수 피해.

자정부터 경상북도 영양평지, 경북북동산지에 호우경보가 발령되었다. 0시 40분에는 흑산도.홍도에 호우주의보가 발령되었고 6시 15분에는 울릉도.독도에 호우주의보가 발령되었다. 9시에는 전라남도 나주, 담양, 곡성, 구례, 영암, 목포, 광주에도 호우주의보가 내려졌다. 11시에는 경기도 연천, 포천, 강원도 철원, 화천에 호우주의보가 발령되었으며, 경기도 평택, 용인, 이천, 안성, 여주에는 호우주의보가 해제되었다. 오후 1시에는 강원도 횡성, 원주에 호우주의보가 해제되었고, 4시 30분에는 경상북도 고령, 대구에 호우주의보가 내려졌다. 5시에는 전라남도 화순, 장흥, 강진, 해남, 진도에 호우주의보가 내려졌고 5시 10분에는 전라남도 나주, 담양, 장성, 영암, 무안, 함평, 영광, 신안(흑산면제외), 전라북도 장수, 순창, 남원, 광주에 호우경보가 내려졌다. 5시 40분에는 전라남도 보성, 광양, 순천, 경상남도 하동, 산청에 호우주의보가, 전라남도 곡성, 구례, 화순에 호우경보가 내려졌다.
오후 6시에는 경기도 연천, 포천, 강원도 철원의 호우주의보가 해제되었으나 6시 40분에는 전라남도 고흥, 여수, 완도에 호우주의보가 내려지고 7시에는 경상남도 함양, 거창에 호우경보가 내려졌다. 7시 30분에는 경상북도 영천, 경산, 청도, 영덕, 포항, 경주, 경상남도 양산, 창원, 김해, 밀양, 의령, 함안, 창녕, 진주, 통영, 사천, 거제, 고성, 남해, 부산, 울산에 호우주의보가, 전라남도 고흥, 보성, 여수, 광양, 순천, 장흥, 강진, 해남, 완도, 목포, 진도, 경상남도 하동, 산청, 합천에 호우경보가 내려졌다. 8시에는 강원도 화천의 호우주의보가 해제되고 9시에는 제주도산지에 호우주의보가 내려졌다. 8시 30분에는 경상북도 고령, 성주, 칠곡, 청송, 경상남도 의령, 창녕, 대구에 호우경보가 내려졌다. 9시 10분에는 경상북도 영천, 경산, 청도에 호우경보가 내려지고 9시 50분에는 경상북도 포항, 경주, 경상남도 양산, 창원, 김해, 밀양, 함안, 진주, 통영, 사천, 거제, 고성, 남해, 부산, 울산에 호우경보가 내려지면서 충청도, 전라도, 경상도 전역에 호우경보가 내려졌다.
14-15일에만 전북 군산에는 373 mm, 충남 청양에는 500 mm가 넘는 비가 쏟아졌는데 군산에 온 비는 100년에 한 번, 청양은 500년에서 1,000년에 한 번 빈도의 폭우였던 것으로 분석됐다.
14일 밤부터 쏟아진 비로 15일 오전 6시 30분경에는 충북 괴산군의 괴산댐에 물이 넘쳐 흐르는 월류 현상이 발생했다. 괴산댐 만수위는 135 m 65 cm인데, 최대 방수량(초당 2천700t)보다 많은 비가 유입되어 물이 댐 수위보다 더 넘친 것이다. 이 월류로 괴산군 불정면 목도리와 칠성면 외사리, 두천리, 괴산읍 이탄교 주변 마을 등 괴산댐 하류 마을 1,280명에게 대피령이 내려졌고, 발전소 직원들도 전부 대피했다. 충주시는 8시부로 재난대책본부 근무 단계를 3단계로 상향했다. 괴산댐의 월류 현상은 3시간 만인 오전 9시 22분 중단되었다.
오전 9시경에는 경상북도 봉화군 춘양면 서동리에서 산 비탈면이 무너져 주택이 토사에 묻혀 60대 여성과 신원이 확인되지 않은 남성 1명 등 모두 2명이 사망했다. 이 외에도 경상북도에서만 오후 9시까지 총 17명 사망, 9명 실종, 부상자 5명이 기록되었다. 예천에서만 7명이 사망, 9명이 실종되었으며 영주에서 2명 사망, 문경시 1명 사망 등으로 기록되었다. 예천군은 소방서와는 별도로 오후 6시 기준 10명 사망, 8명 실종으로 집계했으며 지역별로는 예천 감천면 실종 4명, 효자면 사망 6명·실종 1명, 은풍면 사망 2명·실종 3명, 용문면 사망 2명으로 기록되었다. 대구 북구 팔거천에서는 강변서 자전거를 타고 이동하던 60대 남성이 급류에 휩쓸리며 실종되었다. 경상북도에 홍수 피해가 집중되어 구조를 위해 특전사 스쿠버다이버까지 투입되었으며, 3시간 만에 33명의 침수 피해 주민을 구출하기도 했다. 또한 제50보병사단이 경북 예천에 장병 130여 명과 15톤 덤프트럭 10대, 굴삭기 8대를 투입하여 수색과 토사 제거 작업을 펼쳤으며, 경북 영주와 봉화 지역에도 장병 160여 명이 투입되었고 장병 1천4백여 명이 투입 대기에 들어갔다.
금강 제방에 걸쳐있는 충남 부여군 규암면 규암리 백제교 인근 수북정의 주차장에서는 물이 솟아나는 현상이 발생해 금강 물이 제방을 넘어오면서 생긴 현상으로 판단하고 대피령을 발령했다. 또한 공주와 부여에서도 극한호우가 겹쳐 오후 12시 39분에는 공주시 제민천이 범람했고 금강 수위 또한 위험한 수준까지 상승하자 공주시는 오후 1시 20분 금강교 통행을 전면 금지했다. 이 때문에 사적 제12호인 공산성(사적 12호)에 홍수로 불어난 물이 덮쳐 공산성 만하루가 지붕까지 잠겼고, 금서루 앞 토사는 유실됐다. 또한 공주시의 마스코트인 '고마곰'이 떠내려가는 모습도 포착됐다. 공주시는 금강과 그 지류인 제민천이 한꺼번에 범람하여 마을 10여곳 이상이 물에 잠기는 등 가장 큰 피해를 입어 공주에서 50대 남성 1명이 물에 빠져 숨진채 발견됐고, 4백여 명의 이재민이 발생했다.
충청북도 청주 흥덕구 석남천에서는 제방이 붕괴되어 주민에게 긴급 대피령이 내려졌으며, 바로 인근 청주시 오송읍에서는 미호강의 범람과 제방이 붕괴되어 궁평2지하차도가 침수되었고 차량 17대가 침수, 14명이 사망하고 9명이 부상을 입었다.
오후 3시 5분경에는 경기도 여주시 여주대교 아래에서 불어난 물에 상류에서 수상 매점이었던 바지선 구조물이 떠내려가 다리와 그대로 부딪혔다. 다리와 충돌 당시 바지선 내에 8명이 그대로 있어, 여주대교 아래에서 구조대가 구조했다.
15일에는 집중된 호우로 전국에서 피해가 잇다라 발생했다. 15일 오후 9시 기준 중앙재난안전대책본부는 22명 사망, 13명 부상, 14명 실종으로 집계했으며 전국 13개 시도 4,700여 명의 주민들이 임시 거처로 대피했다.

#### 7월 16일
오전 2시부터 제주도남부중산간에 호우주의보가 발령되었다. 1시 40분에는 제주도북부중산간에도 호우주의보가 발령되었으며, 1시 50분에는 거문도.초도와 제주도동부, 추자도에도 호우주의보가 발령되었다. 2시 30분에는 흑산도.홍도, 거문도.초도에도 호우경보가 발령되었다. 3시 20분에는 제주도산지에 호우경보가 내려졌다. 호우특보는 계속 유지되다가 오후 12시 40분에는 제주도남부에도 호우주의보가 발령되었다. 오후 8시에는 울릉도.독도의 호우주의보가 해제되었다.
새벽 5시 30분, 논산시 성동면 원봉리 하천변의 논산천 제방 50 m가 붕괴되어 논과 주택가로 물이 들어찼고 오전 11시경에는 성동면 우곤리 인근 금강 제방도 일부 유실되는 등  충남 지방의 제방이 잇다라 붕괴되어 원봉리와 우곤리 주민 5백여 명이 원봉초와 성동초, 성광온누리학교 등으로 긴급 대피했고 소방당국과 군부대가 제방 복구작업을 시작했다. 또한 청양군 청남면 인양리 지천 제방이 자정 직후 유실돼 주민 200여 명이 대피했다.
새벽 6시경에는 전북 익산의 산북천 제방이 붕괴되어 주변 7개 마을 주민 3백 명이 대피했다. 순창 동계면의 산골 마을 주민 70여 명은 대피조차 하지 못한 채 아예 갇혀버렸다. 나흘간 익산에는 500 mm 가까운 폭우가 쏟아진 데다 금강 상류 대청댐이 초당 2,500톤의 물을 쏟아내면서 하류의 제방이 견디지 못해 붕괴한 것으로 추정된다.
16일 중앙재난안전대책본부(중대본)에 따르면 이날 오전 11시 기준 호우로 인한 사망자는 33명, 실종자 10명, 부상자 22명이다. 사망자는 경북 17명을 비롯해 충북 11명, 충남 4명, 세종 1명이다. 실종자는 경북 9명, 부산 1명으로 집계되었다. 13개 시도 90개 시군구에서 4,582세대 7,866명이 대피했으며 이 가운데 3,495세대 6,182명이 아직 집으로 돌아가지 못하고 있다. 대피 주민 수는 경북 2,362명, 충북 2,321명, 충남 2,027명, 전북 406명, 경남 203명 등이다. 농작물 침수 규모는 15,120 ha이며 139.2 ha의 농경지가 유실되거나 매몰되었다. 도로 사면 유실 19건, 도로 파손·유실 32건, 옹벽 파손 5건, 토사유출 19건, 하천제방유실 49건, 침수 13건의 재산피해도 보고되었다. 경북 예천·문경, 충북 증평·괴산 등 644가구가 정전 피해를 입었다.
지난달인 6월 하순까지 극심한 가뭄으로 저수율이 20∼30%에 그쳤던 광주광역시의 식수원인 화순 동복댐은 오후 9시 20분을 기해 저수율이 100%에 도달했으며, 16일에는 만수위를 돌파했다. 또 다른 식수원인 주암댐과 조절지댐은 55.56％의 저수율을 기록했다.
전남 여수에는 요양원 뒷산에서 토사가 유출돼 해당 시설 환자와 직원 등 66명이 긴급 대피했으며, 전남 해남에서는 오늘 오후 4시쯤에 40대 남성 1명이 2미터 깊이 농수로에 빠졌다가 구조되는 등 어제부터 172건의 크고 작은 피해가 접수됐다.

#### 7월 17일
17일에도 계속된 강한 호우의 우려로 전국 대부분 지방의 호우특보가 변화 없이 계속 유지되었다. 오후 6시 10분에는 제주도서부, 제주도북부에 호우주의보가 발령되었다. 7시 30분에는 울진평지에 호우주의보가 내려졌으며, 8시 30분에는 경기도 수원, 오산, 평택, 용인, 이천, 안성, 화성, 여주, 강원도 횡성, 원주에 호우주의보가 발령되었다. 10시 50분에는 경기도 광주, 양평에도 호우주의보가 내려졌고 11시 20분에는 강원도 홍천평지로 호우주의보가 확대되었다.
17일 오전 1시에 전라남도 광양시에서 시간당 73.1mm 집중호우가 발생했다.
오후 4시부터는 17일 오전 경부선과 전라선, 경전선 구간에서 일부 재개했던 무궁화호·ITX-새마을호 등 일반 열차의 운행을 다시 중지했다. 오후 2시 30분경 세종시 인근 경부선 일반 철도 부강∼내판 구간을 순회 점검하던 중 선로변 일부 노반의 유실이 확인되어 코레일은 집중호우로 약화한 지반을 재점검한 뒤 안전을 확실히 확보할 때까지 열차 운행을 조정하겠다고 발표했다. 이에 따라 오늘 계획된 총 22회 운행 가운데 경부선 운행이 7회 중지되었다.
전라남도 영암에서는 학산면 인근 저수지에 물이 차기 시작했고, 소하천 월류 위험성이 제기되어 영암군은 오후 6시30분쯤 98세대 144명에게 대피명령을 내렸다. 44명은 인근 중학교 체육관으로 대피했고, 100명은 친인척 집으로 대피했다.

#### 7월 18일
18일에도 전국 대부분 지역의 호우특보가 유지되었다. 오전 9시 30분에는 경기도 용인의 호우주의보가 호우경보로 대치되었다. 10시 30분에는 경기도 수원, 화성에서도 호우경보가 발령되었으며 경기도 수원, 용인, 화성의 호우경보는 오후 12시 호우주의보로 격하되었다. 오후 3시 30분에는 경상북도 영덕, 울진평지의 호우주의보가 호우경보로 격상되었다.
오후부터 장마전선이 차차 누그러지기 시작해 오후 4시에는 충청남도 아산, 예산, 홍성, 전라남도 흑산도.홍도의 호우경보가, 경기도 수원, 오산, 평택, 용인, 화성, 광주, 양평과 강원도 홍천평지, 충청남도 태안, 당진, 서산의 호우주의보가 해제되었으며 5시에는 경기도 이천, 안성, 여주의 호우주의보도 해제되었다. 5시에는 충청남도 보령, 전라남도 해남, 무안, 함평, 영광, 목포, 신안(흑산면제외), 진도의 호우경보와 강원도 횡성, 추자도의 호우주의보가 해제되었으며 6시에는 울릉도.독도에 호우주의보가 발령되었으나 충청남도 천안, 충청북도 진천, 전라남도 나주, 장성, 영암, 전라북도 고창, 부안, 정읍, 광주의 호우경보와 강원도 평창평지, 원주와 제주도서부의 호우주의보가 해제되었다. 7시 30분에는 강원도 전역의 호우특보와 충청남도 공주, 논산, 부여, 청양, 서천, 계룡, 충청북도 청주, 괴산, 충주, 제천, 음성, 단양, 증평, 전라남도 전역, 전라북도 군산, 김제, 순창, 익산, 전주, 대전, 세종의 호우경보와 제주도북부, 제주도동부, 제주도남부의 호우주의보가 해제되었으며 제주도산지의 호우경보는 호우주의보로 격하되었다. 9시에는 충청남도, 충청북도의 호우경보와 전라북도 완주, 진안, 임실, 남원의 호우경보, 제주도 전역의 호우주의보가 해제되었다. 10시에는 전라북도 전역과 경상북도 상주, 문경, 예천, 영주, 경상남도 의령, 함안, 창녕, 진주, 하동, 산청, 함양, 거창, 합천, 사천, 남해의 호우경보가 해제되었다. 11시에는 경상북도 구미, 군위, 고령, 성주, 칠곡, 김천, 안동, 의성, 봉화평지, 대구의 호우경보도 해제되었다.
대구지역에서는 18일에도 강한 비로 신천동로 일부가 침수되고 공항교 하단도로 등의 침수가 우려되어 대구 곳곳의 도로가 통제되었다. 오후 4시50분 기준 수성(가천 잠수교·사월1교 지하차도·매호천 경부선 지하차도), 동부(안심교 하단 지하통로·숙천교 하단 지하통로·왕산교 하단·금강 잠수교·오목천 잠수교), 북부(하중도 주차장·도청교 하단도로·서변대교 하단도로·공항교 하단도로), 남구(신천 좌안 도로·신천동로 전 구간), 달성군(신천 좌안도로) 등 총 15곳이 통제되었다.
거제에서 부산으로 향하는 거가대교 진입 도로 인근에서 18일 540 t 가량의 토사가 쏟아지는 산사태가 발생해 긴급 복구 작업을 진행했다.
저녁 7시경 울산 울주군 온양읍 남창천교를 건너던 50대 남성이 물에 휩쓸려 실종됐다. 소방과 경찰은 인력 270여 명을 동원해 어젯밤부터 20시간여 동안 수색을 벌인 끝에 다음 날인 19일 오후 사고 지점에서 300 m 떨어진 곳에서 사망한 채로 발견되었다.

#### 7월 19일
7월 19일 자정 울릉도.독도를 제외한 전국의 모든 호우특보가 해제되었다. 오전 3시 50분에는 울릉도.독도의 호우주의보가 호우경보로 격상되었다. 그러다 오전 4시 40분 울릉도.독도의 호우경보도 완전 해제되었다. 19일 오전부터 소강된 비는 기온이 올라가면서 21일까지 폭염으로 이어졌다.
7월 19일 오전 9시경, 경북 예천군에서 집중호우로 인한 실종자를 수색하던 해병대원이 급류에 휩쓸려 실종됐다. 당시 해병대원들은 석관천 일대에서 도보로 이동하면서 탐침봉 등을 이용해 실종자를 찾고 있었는데, 갑자기 지반이 내려앉으면서 모 일병이 급류에 휩쓸렸다.
호우 특보가 해제됨에 따라 중앙재난안전대책본부는 저녁 7시부터, 13일부터 유지되었던 3단계인 비상 대응 단계를 6일 만에 1단계로 내렸다. 다만 위기경보는 '심각' 단계를 유지했다.
대전 동구 대전천변에서는 18세 한 사람이 친구들과 인근 정자에서 함께 놀다 얼마나 물이 깊은지 확인해보자고 들어갔다가 급류에 휩쓸렸고 신고 4시간여만에 사망한 채로 발견되었다.

#### 7월 21일
19일 새벽 호우가 그친 후 이틀간 대한민국 대부분에 극심한 폭염이 닥쳤으나, 21일 오후부터 전국 곳곳에서 게릴라성 호우가 다시 오기 시작했다. 21일 오후 2시 10분에는 경상북도 청도에 처음으로 호우주의보가 발령되었다. 4시 10분에는 경상북도 안동에도 호우주의보가 발령되었고, 5시에는 충청남도 계룡에 호우주의보가 발령되었다. 5시 10분에는 다시 경상남도 청도, 안동의 호우주의보가 해제되었고 6시에는 강원도 홍천평지와 전라북도 익산에 호우주의보가 발령되었다. 6시 20분에는 충청남도 계룡의 호우주의보가 해제되었고 7시 15분에는 강원도 횡성에 호우주의보가 발령되었다가 7시 40분 전라북도 익산의 호우주의보가 해제되었고 8시 40분에는 강원도 횡성, 홍천평지의 호우주의보도 해제되어 전국의 호우특보가 해제되었다.

#### 7월 22일
22일 0시 40분부터 제주도산지, 제주도남부, 제주도남부중산간에 호우주의보가 발령되었다. 1시 30분에는 제주도산지, 제주도남부, 제주도남부중산간에 호우경보가 발령되었다. 2시에는 흑산도.홍도에, 2시 10분에는 제주도동부, 제주도북부중산간에, 2시 40분에는 제주도북부에 호우주의보가 발령되었다. 4시에는 전라남도 완도에 호우주의보가, 제주도북부, 제주도북부중산간에 호우경보가 발령되었다. 5시에는 전라남도 장흥, 강진, 해남, 신안(흑산면제외), 진도에 호우주의보가 확대되었다. 5시 30분에는 전라남도 고흥, 여수, 거문도.초도에도 호우주의보가 발령되었다.
6시 30분에는 제주도북부, 제주도남부의 호우경보가 호우주의보로 격하되었다. 7시 10분에는 추자도에 호우주의보가, 8시 30분에는 전라남도 영암, 무안, 함평, 영광, 목포에 호우주의보가 발령되었다. 9시에는 전라남도 신안(흑산면제외)에, 9시 30분에는 전라남도 진도에 호우경보가 발령되었다. 뒤이어 10시에는 제주도 전 지역의 호우특보가 해제되었다. 10시 30분에는 전라남도 무안에 호우경보가 발령되었고, 전라남도 진도는 호우경보가 호우주의보로 격하되었다. 오후 12시에는 전라북도 고창, 부안에 호우주의보가 발표되고 전라남도 고흥, 여수, 장흥, 강진, 완도, 흑산도.홍도, 거문도.초도의 호우주의보는 해제되었다. 2시에는 전라남도 전역의 호우특보가 해제되었다. 4시 20분에는 전라북도 전역의 호우주의보가 해제되고 충청남도 보령에 호우주의보가 발표되었다. 4시 40분에는 다시 전라북도 군산에 호우주의보가 발령되었다. 5시에는 충청남도 태안에도 호우주의보가 내려졌으며, 6시 40분에는 인천 강화, 옹진에도 호우주의보가 발령되었다. 10시 20분에는 전라북도 군산의 호우주의보가 해제되었으며, 11시 30분에는 서해5도에, 다음날 1시에는 경기도 부천, 김포, 동두천, 연천, 포천, 고양, 양주, 의정부, 파주, 인천 강화군,옹진군 제외에 다시 호우주의보가 내려졌다.
22일 밤부터 23일 새벽 사이 수도권을 중심으로 폭우가 쏟아진다는 예보가 나오자, 행정안전부는 오후 9시부터 중앙재난안전대책본부 비상 1단계를 2단계로 격상한다고 밝혔다. 위기경보 수준은 ‘심각’ 단계를 유지한다. 또한 산림청도 폭우 우려로 서울과 인천, 경기, 강원, 충남, 경북과 전북, 전남 등 전국 8개 지역에 산사태 위기 경보 '심각' 단계를 발령했다.

#### 7월 23일
22일 밤부터 수도권 지역에 시작된 호우는 점차 확대되어, 오전 6시 경기도 광명, 과천, 안산, 시흥, 수원, 성남, 안양, 구리, 남양주, 오산, 평택, 군포, 의왕, 하남, 용인, 안성, 화성, 광주, 강원도 철원, 화천, 충청남도 당진, 서산, 서천, 홍성, 전라북도 군산, 서울에 호우주의보가 내려지고 7시에는 경기도 가평, 이천, 여주, 양평에 호우주의보가 내려지면서 수도권 전 지역에 호우특보가 발령되었다. 7시에는 충청남도 태안에 호우경보가, 8시에는 전라남도 무안, 영광, 신안(흑산면제외)에 호우주의보가 내려졌다. 뒤이어 7시 20분에는 충청남도 아산, 예산에 호우주의보가, 인천 옹진에 호우경보가 내려졌다. 8시 10분에는 충청남도 부여, 청양에 호우주의보가, 충청남도 보령, 서천에 호우경보가 내려졌으며 9시에는 전라남도 해남, 함평, 목포, 진도, 흑산도.홍도, 전라북도 고창, 부안에 호우주의보가 발령되었다. 9시 30분에는 충청남도 천안, 공주, 논산, 금산, 계룡, 대전, 세종에 호우주의보가 내려졌다. 뒤이어 9시 30분에는 충청북도 청주, 진천에, 10시 30분에는 충청북도 음성, 증평에 호우주의보가 발령되었다. 오전 10시에는 서해5도의 호우주의보가 해제되었다. 11시에는 전라북도 고창, 부안에 호우경보가 내려졌다. 11시 30분에는 전라남도 강진, 완도, 영암에도 호우주의보가 내려졌다.
오후 12시 40분 인천 강화의 호우주의보가 해제되었다. 1시 10분에는 전라남도 김제, 익산에 호우주의보가 내려졌다. 2시 10분에는 전라남도 장성, 고흥에, 3시에는 전라북도 완주, 임실, 순창, 정읍, 전주에 호우주의보가 발표되고 반대로 인천 옹진의 호우경보와 경기도 광명, 과천, 안산, 시흥, 부천, 김포, 동두천, 연천, 포천, 가평, 고양, 양주, 의정부, 파주, 안양, 구리, 남양주, 군포, 의왕, 하남, 강원도 철원, 화천, 서울, 인천(강화군,옹진군 제외)의 호우주의보는 해제되었다. 오후 6시 20분에는 충청남도 태안의 호우경보가 호우주의보로 격하되었다. 7시 10분에는 전라남도 장성에 호우경보가 내려졌으며, 8시에는 전라남도 나주, 담양, 경상북도 문경, 예천, 영주, 봉화평지, 광주에 호우주의보가 발표되었다. 10시에는 충청북도 보은, 괴산, 옥천, 영동, 전라북도 진안, 무주에, 11시에는 충청북도 충주, 제천, 단양에 호우주의보가 내려졌다. 10시 50분에는 전라남도 곡성, 화순, 장흥에 호우주의보가, 전라남도 진도에 호우경보가 발표되었다. 11시 10분에는 전라남도 해남, 영암, 무안에, 11시 20분에는 전라남도 나주, 화순, 목포, 광주에 호우경보가 발효되었다.
새벽 5시 반경에는 서울 수색동에서 빗길에 미끄러진 마을버스와 트럭이 충돌해 버스와 트럭 운전자 두 명이 부상을 입었으며, 아침 8시경에는 인천 부평구 동암굴 다리가 발목 높이까지 침수돼 소방대원들이 통제 조치 등을 취했다. 강화도에서는 전신주 등이 쓰러지는 피해가 있었다.

#### 7월 24일
자정 들어 경상북도 상주에는 호우주의보가, 전라남도 담양, 함평, 영광, 신안(흑산면제외)에는 호우경보가 발효되며 남부권의 호우가 강화되었다. 오전 1시 40분에는 전라북도 장수, 남원에 호우주의보가, 전라북도 정읍에 호우경보가 내려졌다. 2시에는 경기도 전역과 충청남도 천안, 아산, 예산, 태안, 당진, 서산, 홍성의 호우주의보가 해제되었고 대신 전라북도 순창에 호우경보가 발령되었다. 4시에는 충청남도 전역과 충청북도 청주, 괴산, 충주, 제천, 진천, 음성, 단양, 증평, 대전, 세종의 호우특보가 해제되었고 전라남도 구례, 보성, 여수, 광양, 순천에 호우주의보가 발령되었다. 7시에는 경상남도 하동, 함양에 호우주의보가, 전라남도 구례에 호우경보가 발령되었고 10시에는 전라남도 나주, 담양, 장성, 영암, 무안, 함평, 영광, 목포, 신안(흑산면제외), 진도, 광주의 호우경보와 흑산도.홍도의 호우주의보, 전라북도 전역의 호우특보가 해제되었고 오후 12시에는 전라북도, 충청남도, 충청북도, 경상북도 전역의 호우특보가 해제되었다. 10시 30분에는 제주도산지에 호우주의보가 발령되고 전라남도 구례, 화순의 호우경보, 전라남도 곡성의 호우주의보가 해제되었으며 전라남도 해남의 호우경보는 호우주의보로 격하되었다.
오후 12시에는 경상남도 함양의 호우주의보가 해제되었고, 1시에는 경상남도 통영, 사천, 거제, 고성, 남해에, 오후 2시에는 제주도북부중산간, 제주도남부중산간에 호우주의보가 발령되었다. 12시 20분에는 경상남도 진주에, 1시에는 경상남도 의령, 함안에 호우주의보가 내려졌으며 2시에는 경상남도 창원과 부산에 호우주의보가 발령되었고 전라남도 보성, 순천, 장흥, 강진, 해남, 완도의 호우주의보는 해제되었다. 2시 20분에는 경상남도 밀양, 창녕에, 2시 30분에는 경상북도 청도에, 2시 50분에는 경상남도 양산, 김해, 울산으로 호오주의보가 확대되었다. 4시에는 전라남도 고흥, 여수, 광양의 호우주의보가 해제되었다. 4시 30분에는 경상북도 청도의 호우주의보도 해제되었고, 5시 30분 전국의 모든 호우특보가 해제되어 호우가 그쳤다.
오전 6시경에는 전라남도 나주시의 영산중학교 건물 뒤편 경사지가 붕괴되면서 토사가 행정실 복도 유리창을 뚫고 건물 안으로 유입되는 사고가 발생했다. 인명피해는 없었지만 복도 유리창을 비롯한 건물 시설 일부가 파손됐다. 또한 나주시에서 문평면 양산마을에서는 용배수로가 넘쳐 농경지(송산뜰)가 침수됐고 인근 5가구 주택으로 물이 차올라 주민 8명이 마을회관으로 긴급 대피했다. 다시면 송촌리에서도 송정저수지 월류 위험으로 4가구(5명)가 마을회관 등지로 임시 대피했다.
전라남도 함평에서는 시간당 67 mm의 폭우가 내려 서해안고속도로 함평분기점 인근에서는 토사가 흘러내려 긴급 복구작업이 진행됐고, 황룡강 장록교 인근에는 홍수주의보가 내려지면서 주민 120여 명이 긴급 대피했다. 목포에서도 폭우와 만조 수위가 겹쳐 도심 지역이 물에 잠기는 피해를 입었다.

#### 7월 25일
이날 새벽부터 다시 호우가 쏟아지기 시작했다. 오전 5시 40분 흑산도.홍도에 처음으로 호우주의보가 발표되었다. 5시 50분에는 전라남도 고창, 부안에도 호우주의보가 내려졌다. 6시 25분엔 전라북도 정읍에 호우주의보가 내려졌고, 6시 35분에는 제주도산지, 제주도북부중산간, 제주도남부중산간에 호우주의보가 내려졌으며 7시 10분에는 전라북도 완주, 전주와 제주도동부에 호우주의보가 내려졌다. 7시 20분에는 흑산도.홍도에 호우경보가 발령되었다. 8시 20분에는 경기도 파주에도 호우주의보가 내려졌다. 8시 50분에는 경기도 연천에 호우주의보가, 파주에 호우경보가 내려졌다. 뒤이어 9시 40분에는 경기도 연천에도 호우경보가 내려졌다. 10시 10분에는 강원도 철원에도 호우주의보가 내려졌다.
오전 11시에는 경기도 파주와 전라남도 흑산도.홍도의 호우경보와 전라북도 고창, 부안, 완주, 정읍, 전주의 호우주의보가 해제되었다. 뒤이어 오후 12시에는 경기도 연천의 호우경보도 해제되었다. 하지만 12시 45분에는 경상북도 안동, 의성에 호우주의보가 발표되었고 오후 1시에는 강원도 철원과 제주도산지, 제주도동부, 제주도북부중산간, 제주도남부중산간의 호우주의보가 해제되었다. 1시 50분에는 경상북도 상주, 문경, 예천에 호우주의보가 내려졌다. 2시에는 강원도 태백, 영월에, 2시 5분에는 경상북도 구미에, 2시 20분에는 경상북도 김천에 호우주의보가 내려졌다. 2시 40분에는 경상북도 김천의 호우주의보가 호우경보로 대치되었다. 3시에는 양구평지에 호우주의보가 내려졌다. 3시 10분에는 경상남도 창녕, 거창에 호우주의보가 내려졌으며, 반대로 4시에는 강원도 전역의 호우특보가 해제되었다. 5시에는 경상남도 창녕, 거창의 호우주의보도 해제되었다.
오후 6시에는 전라북도 익산, 세종에 호우주의보가 발령되었으며 6시 30분에는 경상북도 김천의 호우경보와 구미의 호우주의보가 해제되었으며, 7시 40분에는 전라북도 익산의 호우주의보도 해제되었다. 오후 8시 20분에는 서해5도에 호우주의보가 내려졌고, 8시 50분에는 경상북도 상주, 문경, 예천, 안동, 의성, 세종에 호우주의보가 해제되었다. 11시 40분에는 다시 경기도 연천, 파주에 호우주의보가 내려졌다.

#### 7월 26일
경기 북부에 시작된 호우는 점차 확대되어, 0시 20분에 경기도 포천에 호우주의보가 내려졌다. 1시에는 경기도 동두천, 양주, 강원도 철원, 인천 강화에, 1시 30분에는 강원도 화천에 호우주의보가 내려졌으며 2시 50분에는 경기도 파주에 호우경보가 발령되었다. 3시 30분에는 경기도 가평에 호우주의보가 내려졌으며, 4시 30분에는 서해5도의 호우주의보가 해제되었다. 5시에는 전라남도 보성에, 5시 40분에는 전라남도 순천에 호우주의보가 내려졌으며 5시 50분에는 경기도 연천에 호우경보가 내려졌다. 6시 20분에는 인천 강화의 호우주의보가 해제되었다. 6시 50분에는 경상남도 남해에 호우주의보가 발령되었다. 7시 40분에는 경기도 포천에 호우경보가 발령되었다.
오전 10시에는 전라남도 보성, 순천의 호우주의보가 해제되었다. 11시에는 경상남도 남해의 호우주의보도 해제되었으며, 11시 35분에는 강원도 철원에 호우경보가 발령되었다. 오후 12시에는 경기도 남양주에 호우주의보가, 경기도 가평에 호우경보가 내려졌다. 12시 20분에는 강원도 화천에도 호우경보가 내려졌다. 1시 20분에는 경기도 용인, 이천, 안성, 여주, 광주, 양평에 호우주의보가 내려졌으며, 1시 40분에는 충청북도 진천, 음성, 경상북도 영주, 봉화평지에 호우주의보가 내려졌다. 2시에는 경기도 하남에 호우주의보가 내려지고 반대로 경기도 연천, 포천, 파주, 강원도 철원, 화천의 호우경보와 경기도 동두천, 양주의 호우주의보가 해제되었다. 2시 20분에는 강원도 횡성, 원주, 홍천평지에도 호우주의보가 발령되었다. 2시 40분에는 경상북도 문경에 호우주의보가 내려졌고, 3시에는 강원도 횡성, 홍천평지의 호우주의보가 호우경보로 대치되었다.
오후 3시 20분에는 충청남도 천안, 금산, 계룡, 충청북도 청주, 보은, 괴산, 옥천, 영동, 증평, 전라북도 김제, 완주, 전주, 대전, 세종에 호우주의보가 내려지며 전국 곳곳으로 호우가 확대되었다. 3시 40분에는 강원도 영월, 평창평지, 정선평지에 호우주의보가 내려졌고 4시 20분에는 충청북도 충주, 제천, 단양, 전라북도 순창, 정읍에 호우주의보가 내려지고 경상북도 문경엔 호우경보가 발표되었다. 4시 40분에는 충청남도 논산, 전라남도 담양, 장성, 전라북도 익산에 호우주의보가 내려졌으며 경기도 가평의 호우경보는 호우주의보로 격하되었다. 5시에는 전라북도 임실, 경상북도 구미, 김천, 상주에 호우주의보가 내려졌다. 5시 20분에는 경상북도 예천, 경상남도 거창에 호우주의보가, 5시 40분에는 충청남도 공주에 호우주의보가 내려지고 강원도 횡성, 홍천평지의 호우경보는 호우주의보로 격하되었다. 6시 10분에는 경상북도 칠곡에, 6시 20분에는 경상북도 군위, 안동, 의성, 경상남도 함양에 호우주의보가 내려지고 6시 30분에는 강원도 영월, 평창평지, 정선평지, 횡성, 원주, 홍천평지, 충청북도 충주, 제천, 단양의 호우주의보가 해제되었다.
오후 6시 50분에는 경기도 오산에 호우주의보가 내려지고, 7시에는 경상남도 합천에, 7시 30분에는 충청남도 서천, 경상북도 영천, 청송, 대구에, 7시 50분에는 경기도 구리, 경상북도 고령, 서울(동북권)에, 8시 10분에는 경상북도 영덕에 호우주의보가 내려졌고 서울(동북권)엔 호우경보가 발령되었다. 8시 20분에는 충청남도 보령에 호우주의보가 발령되었고, 8시 50분에는 경상북도 청도에 호우주의보가 내려졌다. 9시에는 경상북도 문경의 호우경보와 경기도 가평, 오산, 하남, 용인, 이천, 안성, 여주, 광주, 양평, 충청남도 천안, 공주, 논산, 금산, 계룡, 충청북도 청주, 보은, 괴산, 옥천, 영동, 진천, 음성, 증평, 전라남도 담양, 장성, 전라북도 김제, 완주, 임실, 순창, 익산, 정읍, 전주, 경상북도 김천, 상주, 경상남도 함양, 거창, 합천, 대전, 세종의 호우주의보 등 전국 대부분의 호우특보가 해제되었다. 9시 30분에는 서울 동북권의 호우경보와 경기도 구리, 남양주, 경상북도 구미, 영천, 군위, 청도, 고령, 칠곡, 예천, 안동, 영주, 의성, 청송, 봉화평지, 영덕, 대구의 호우주의보도 해제되었다. 11시에는 충청남도 보령, 서천의 호우주의보도 해제되면서 전국의 모든 호우특보가 해제되었다.
충북 보은군에 있는 속리산 국립공원의 저수지에서 오전 경 커다란 굉음과 함께 기포가 솟아오르는 장면이 목격되면서 산사태 전조 증상이라는 우려가 나오며 탐방로가 전면 통제됐다.
이와 동시에 7월 26일자로 대한민국 기상청은 제주 지방의 장마는 어제인 7월 25일에 종료되었으며, 오늘은 중부와 남부지방의 장마가 완전히 종료되었다고 선언했다. 장마 기간은 중부와 제주는 31일, 남부는 32일이다.

## 피해
6월 25-27일 오전까지의 호우에서는 인명 피해는 없었으며 충북에서 공공시설 토사 유출 1건, 사유시설 축대 붕괴 1건이 있었으며 경상북도 1명, 충청북도 27명 등 총 28명의 주민이 대피하였다. 6월 27-29일 오전까지의 호우에서는 광주광역시에서 주택 파손 1동, 석축붕괴 1건, 주택침수 8건, 상가침수 3건이 있었으며 4,017.9ha의 농작지가 침수되는 피해가 있었다. 또한 11세대 16명이 긴급 대피하였다. 6월 29일에서 7월 1일 오전까지의 호우에서는 355세대 504명이 긴급 대피하였고, 경북 봉화군 봉성면 일대 185세대도 정전이 되었으며 주택 매몰 1채, 반파 1채, 전파 1채, 침수 26채, 상가 침수 6채의 피해가 있었다.
7월 4-5일 사이의 호우로는 인명 피해가 없었으나 강서구 외발산동의 한 도로축대가 유실되었고, 주택·상가 일시침수 7개소가 침수되었으며 양주시 고읍동의 모 자동차학원 옹벽 일부가 붕괴되어 인근 주택 2가구 4명이 일시대피했다. 경기 고양시 행신동 일대 423세대는 호우와 낙뢰로 4일 23시 20분부터 5일 1시까지 약 1시간동안 정전되는 피해도 있었다. 총 3개 시도, 5개 시군구에서 47세대 56명이 긴급 대피하는 사고가 발생했다. 7월 7일의 호우에서는 인명 피해가 없었으며, 경북 안동의 도로주차장 옹벽이 붕괴되어 차량 2대가 파손되었으며 같은 안동에서 한 마을안길 사면이 유출되어 긴급 복구했다. 또한 낙뢰로 인한 단선으로 경북 칠곡의 여러 아파트 등 1,933세대가 일시 정전되는 피해도 있었다. 이 호우로 경북 상주와 안동에 7세대 7명이 긴급 대피했다.
7월 9-27일 사이의 호우에서는 47명 사망, 3명 실종, 35명 부상의 인명피해가 발생했다. 재산 피해에서는 주택 침수 2,247건, 주택 전/반파 262건, 상가 및 공장 침수 752건, 기타 사유재산 피해 1,109건이며 도로 및 교량 피해 1,234건, 산사태 1,020건, 하천 피해 704건, 소하천 피해 1,197건으로 집계되었다. 총 피해 농경지는 36,252.0 ha로 이 중 침수농경지가 35,815.5 ha, 낙과 피해 농경지가 436.5 ha이며 유실 및 매몰된 농경지는 613.6 ha, 시설 및 가축피해는 61.2 ha, 가축 92만 9천마리 폐사에 전국적으로 90건 38,258호의 정전 피해도 있었다. 전국에서 16개 시도 143개 시군구의 12,902세대 19,607명이 긴급 대피했으며, 이 중 654세대 1,046명이 임시주거시설에서 생활했다.

### 인명 피해

#### 6월
6월 27일 오후 10시 32분경, 71㎜의 집중호우가 쏟아진 전라남도 함평군 엄다면 송로리에서 남편과 함께 호우경보에 대응하기 위해 엄다천의 수문 확인 작업에 나섰던 60대 수문 관리자가 농경지 부근에서 실족해 하천에 빠져 실종되는 사고가 발생했다. 실종자는 이틀 후인 29일 오전 10시 37분경 함평군 엄다면의 한 펌프장 교각에서 숨진 채로 발견되었다. 이 사람은 25일부터 시작한 장마와 관련, 전남지역에서 발생한 첫 번째 인명피해 사례로 기록되었다.
6월 30일 오전 4시 43분쯤에는 경상북도 영주시 상망동에서 산사태로 주택 1채가 토사에 매몰되어 집안에 갇힌 일가족 10명 중 9명이 부상을 입었으며, 14개월 된 여아는 오전 6시40분쯤 심정지 상태로 발견돼 인근 병원으로 이송했지만 결국 사망했다. 이 사망자는 장마의 2번째 사망자로 집계되었다.

#### 7월
7월 7일 오후 2시 50분경 광주 도시철도 2호선 공사현장인 광주광역시 지산동 지산사거리 부근에서 인도를 보행하던 50대 여성 A 씨가 땅이 꺼지면서 생긴 약 3m 깊이의 구멍에 빠져 부상을 입는 사고가 발생했다. 다만 이 사고는 호우 인명피해로 집계되지 않았다.
7월 8일 오전, 원주시에서 감악산에 오르던 50대 남성의 머리 위로 갑자기 지름 40센티미터 가량의 돌이 떨어져 10m 산 아래로 떨어진 뒤 헬기로 구조돼 병원으로 옮겨졌지만 사망했다. 다만 이 사고는 호우 인명피해로 집계되지 않았다.
7월 11일 경기도 여주의 소양천에서는 통제가 안 된 상태에서 70대 남성이 오전 9시쯤 산책을 나왔다가 물에 휩쓸렸고, 3시간 정도 수색을 벌인 후 실종 지점에서 100m 정도 떨어진 수풀에서 숨진채 발견됐다. 다만 여주시의 사망자는 안전사고로 집계되어 호우의 사망자로 처리되지는 않았다. 또한 같은 날 부산 사상구에 있는 학장천에서는 하천이 범람하면서 산책로를 걷던 60대 여성 2명이 급류에 휩쓸려 1명이 실종되었으며, 이 실종자는 실종 3주째인 7월 말까지도 찾지 못했으며, 부산소방재난본부는 수색 범위를 학장천 학장교를 넘어 낙동강 모래섬 일대와 다대포해수욕장뿐만 아니라 가덕도까지 매일 인력 100여명을 동원하여 수색하는 중이다.
7월 13일 오전 0시 22분경 전라남도 보성군의 국지도 58호선 비탈면 유실로 1명이 팔목 부상을 입어 입원해 7월 장마의 첫 부상자로 기록되었다.
7월 14일 오전 7시 10분경 화성광주고속도로 화성 방향 서용인 나들목 인근에서 산사태로 흘러내린 토사가 고속도로를 덮쳐 도로 일부 구간이 유실되었고, 토사 유출로 1명이 가벼운 부상을 입어 7월 장마 두 번째 부상자로 기록되었다.
7월 14일 오후 4시 2분경 충청남도 논산에 있는 논산시립납골당에서 비탈면 토사가 무너져 내리며 사용하지 않는 납골당 건물이 붕괴되는 사고가 발생했다. 무너진 납골당 건물을 피해 주차장으로 가던 사람들이 다시 무너진 토사에 깔렸으며, 1시간 30분 만에 매몰자 4명을 구조해 병원으로 옮겼으나 2명이 사망하고 2명이 부상을 입었다. 그 외에 14일 하루에만 충북 옥천에서 산사태로 1명이, 충북 청주에서는 산사태 철도 사고로 1명이 부상을 입었다. 14일 저녁에는 전라북도 익산에서 함나면 칠목재 부근 계곡물이 범람해서 마을 피해를 줄이려고 잡초를 제거하러 나갔다가 실종되었던 현주억 전 전국노동조합협의회 직무대행이 다음 날인 15일 사망한 상태로 발견되었다.
7월 15일 새벽 4시 30분경, 경상북도 예천군 효자면 백석리에서 산사태로 주택 13채 중 5채가 매몰되고 6명이 사망하였다. 15일 하루 경상북도에서만 사망 19명, 실종 8명, 부상 17명의 인명피해가 발생했다. 위의 백석리 산사태 피해자 중에는 2019년 나는 자연인이다 341회에 출연했던 장병근 씨가 실종되고 아내는 다음 날인 16일 오후 3시 45분경 사망한 채 발견되었다. 7월 18일 3시 30분경에는 수색 끝에 장변근 씨도 사망한 채로 발견되었다.
7월 15일 새벽 4시 50분경 세종시에서 흙더미가 주택까지 쏟아져 70대 1명이 숨졌으며, 아침 7시경 충남 청양군 정산면에서 산사태가 발생해 집 안에 있던 60대 여성이 사망했다.
7월 15일 오전 10시 반에는 전라북도 익산시 웅포면의 한 마을에서 홀로 살던 60대 남성이 배수로에서 숨진 채 발견됐다.
7월 19일 경상북도 예천군에서 수색 작업을 하던 20세 대한민국 해병대 제1사단 포병여단 소속 채수근 일병이 급류에 휩쓸려 실종되었다. 고무보트를 타고 수색 임무를 하며 구명조끼를 입었던 대원들과 달리, 해당 대원은 하천변 탐색 임무를 맡아 구명조끼도 입지 못한 채 투입된 것으로 알려졌고, 결국 실종된 지 14시간 만인 오후 11시쯤에 심정지 상태로 발견되어 이송되었으나 끝내 사망하였다. 보문교 근처에서 구명조끼를 착용하지 않은 채 수색을 하던 해병대원 3명은 지반이 갑자기 꺼지면서 강에 빠졌고, 2명은 수영하여 빠져나올 수 있었으나 채 일병은 빠져나오지 못하였다. 채수근 일병은 상병 추서 진급되었으며, 보국훈장 광복장이 추서되었다.

### 괴산댐 월류
7월 15일 오전 6시 30분경, 전날인 14일 밤부터 계속 내린 비로 충청북도 괴산군에 있는 괴산댐에 물이 넘쳐 흐르는 월류 현상이 발생했다. 한강홍수통제소는 새벽 4시 30분에 괴산댐 하류 달천에 홍수경보를 발령하면서, 괴산댐 상류에 많은 비가 내려 댐으로 유입되는 수량이 괴산댐의 방류량을 초과하고 있다며, 계속해서 댐 수위가 높아지면 댐 월류의 위험이 있다고 설명했다. 하지만 콘크리트댐이기 때문에 월류하더라도 붕괴의 위험성은 없다고 설명했다. 인근 주민 6천여명은 급하게 대피했다.
댐 위로 물이 넘는 월류 현상은 3시간가량 이어졌으며, 국내 댐 가운데 폭우로 물이 넘친 사례로는 1980년 7월 괴산댐 월류에 이어 43년 만에 두번째로 발생한 월류 사건이다.

### 궁평2지하차도 침수 사고
7월 15일, 충청북도 청주시의 미호강이 범람으로 궁평2지하차도가 침수되어 차량 17대가 물에 잠기고 14명이 사망, 9명이 구조되었다. 지하차도의 침수 원인으로 미호강 철골 가교 사이에 있는 임시 둑이 원래 있던 둑보다 높이가 낮고 너무 부실했으며, 사고 피해가 더 커진 원인으로 홍수통제소에서 "오전 6시 반 경 유선 전화로 청주시 흥덕구청에 전화해 교통통제나 주민대피 등 지자체의 관련 매뉴얼에 따른 조치해 달라고 했다"고 했으나 충청북도에서는 어떠한 교통 통제도 없어 그냥 지나쳤다는 점 등이 지적되었다.

### 문화재 피해
7월 15일에는 충청도 지역에 집중된 호우와 금강의 홍수로 공주 공산성의 누각인 만하루가 침수되었다. 또한 왕릉원에선 토사가 무너져 방수포 설치 등 응급조치가 취해졌고, 부소산성은 울타리가 무너져 통행이 제한됐으며, 고려 전기 건립된 것으로 추정되는 전남 영광군 삼층석탑은 석축 일부가 무너졌고, 경북 안동 하회마을에서도 고택 4채의 담장이 파손되는 등 15일까지 35건의 문화재 피해가 보고되었다. 16일에는 안성 신창리 삼층석탑, 공주 무령왕릉과 왕릉원이 침수 피해가 보고되었으며 보물 1건, 사적 19건, 천연기념물 5건의 피해가 보고되었다. 국가민속문화재인 경북 무섬 마을은 범람 우려로 주민 41명이 대피하였고, 천연기념물인 의성 제오리 공룡발자국화석 산지는 지붕이 날라갔으며 서울 창덕궁 담장은 15 m 정도 붕괴되었다.
경상북도 칠곡군의 국가등록문화재인 매원마을도 곳곳에 산사태로 무너졌고, 충북 단양의 천연기념물인 측백나무 숲도 바위사태와 산사태가 발생했으며, 유네스코 세계문화유산인 전라남도 순천의 선암사도 기왓장이 떨어지고 담장이 무너지는 등의 피해를 입었다.

### 교통 피해

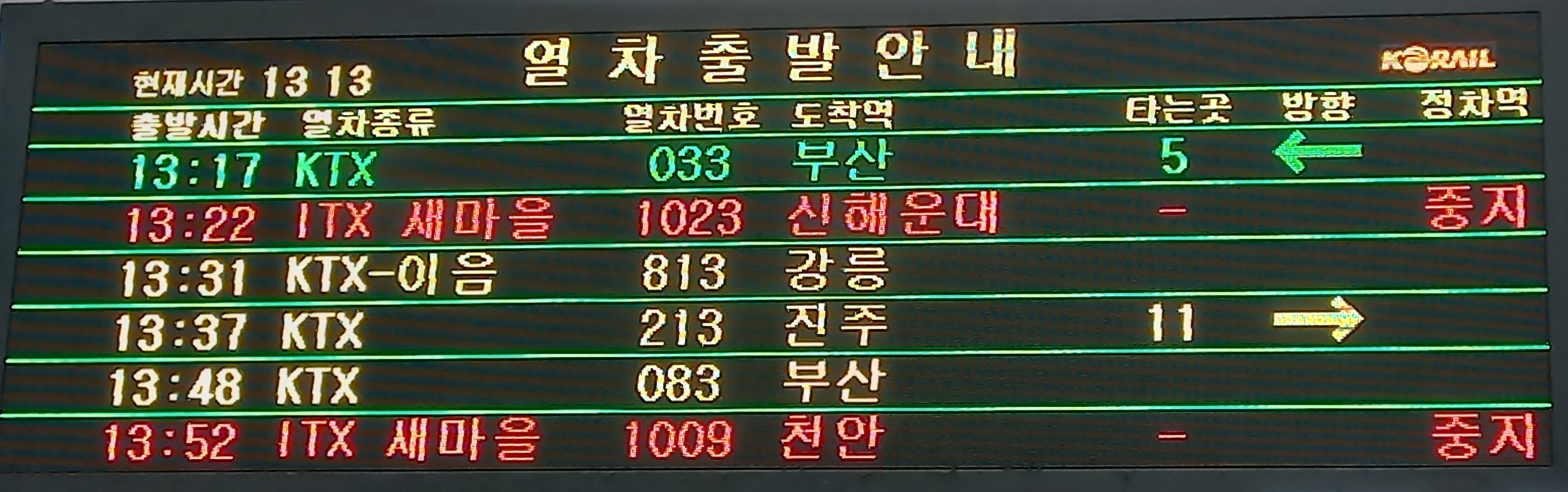
7월 15일 일반열차 운행중단

#### 철도
6월 28일경 광주 도시철도 2호선의 1단계 6공구의 정거장이 호우로 일부 침수되었고, 주변 지역도 일부 침하되는 피해가 있었다.
7월 11일에는 수도권의 호우로 수도권 지하철 1호선 영등포역에서 금천구청역 구간의 양방향 운행이 15분 정도 멈췄다.
7월 14일 오후 10시 58분경, 신탄진역~매포역 사이 토사가 선로와 무궁화호 J1512열차를 덮치는 맥포터널 탈선 사고가 발생해 운전사 1명이 부상을 입었다. 이 사고로 경부선 신탄진~매포역 구간은 운행이 중지되었고 그 영향으로 코레일은 KTX와 일반열차를 포함해 총 170여회의 열차 운행을 중지했다. KTX는 수원을 경유하는 12회 모두, 서대전을 경유하는 25회 중 21회를 포함해 총 33회의 운행을 멈췄다. 일반열차는 총 143회의 운행을 중지했고, 33회는 구간을 조정해 대응했다. 사고가 발생한 경부선의 경우 사고구간을 통과하기로 돼있던 무궁화호 32회를 모두 운행중지했으며 ITX-새마을은 22회 중 8회의 운행을 멈췄다.
계속된 폭우로 14일 오후부터 내일인 15일 마지막 열차까지 서대전역에서 익산역을 지나는 호남선 일반 열차의 운행이 중지되었으며, 영동태백선과 충북선의 제천에서 충주 구간을 열차도 내일 하루 종일 운행을 하지 않을 예정이라고 코레일이 말했다. 이후 15일 오전 9시부터 고속열차를 제외한 무궁화호와 새마을호 등 모든 일반 열차 운행을 중지한다고 밝혔다.
15일에도 폭우가 계속 이어져, 오후 6시부터는 다음날인 16일까지 무궁화호와 ITX-새마을호, KTX, KTX-이음, 누리로 일반 열차 운행을 중단한다고 밝혔다. KTX 경부고속선·강릉선·전라선·호남선 등은 운행하지만, 호우로 인해 서행운행하며 수도권 전철과 동해선 광역전철도 전 구간 정상 운행한다.
7월 17일 오후 4시부터는 17일 오전 경부선과 전라선, 경전선 구간에서 일부 재개했던 무궁화호·ITX-새마을호 등 일반 열차의 운행을 다시 중지했다. 오후 2시 30분경 세종시 인근 경부선 일반 철도 부강∼내판 구간을 순회 점검하던 중 선로변 일부 노반의 유실이 확인되어 코레일은 집중호우로 약화한 지반을 재점검한 뒤 안전을 확실히 확보할 때까지 열차 운행을 조정하겠다고 발표했다. 이에 따라 오늘 계획된 총 22회 운행 가운데 경부선 운행이 7회 중지되었다.
대구·동해선을 제외한 모든 일반 열차 운행이 17일 오후부터 다시 중단되었고, 중앙과 장항, 호남, 충북, 영동, 태백, 경북선 등의 노선은 지반이 약해지고 토사가 유입될 우려가 있어 운행 중지는 지속되었다. 특히 영동선과 충북선은 노반 자체가 붕괴되어 최대 2달 이상 열차 운행이 중단되었다. 7월 21일에는 일부 노선을 제외한 전 일반열차의 운행이 재개되었으며 태백선, 경북선, 중부내륙선은 7월 27일 재개하며 경전선 일부 구간은 7월 29일, 충북선과 정선선은 8월 19일, 영동선은 그 너머 장기간 소모된다고 발표했다.

#### 도로
6월 28일, 광주 제2순환고속도로의 각화 나들목 진출입구간 사면이 일부 유실되어 오전 9시 경 긴급 복구되었다. 또한 국도 제77호선의 경남 통영시 광도면 구간에서도 호우로 사면이 일부 유실되어 28일 오전 3시 경 긴급 복구되었다. 지방도 제729호선의 전북 정읍시 산내면 구간도 호우로 사면이 일부 유실되어 오후 3시 경 긴급 복구되었다.
29일에서 30일까지 이틀간 내린 호우로 국도 제31호선, 제35호선, 지방도 제918호선, 군도 제5호선의 경상북도 구간이 유실되어서 7월 1일까지 긴급 복구되었다. 또한 지방도 제406호선의 강원 홍천군 화촌면 구간에서는 일부 토사유출이 발생해 29일 오후 10시경 긴급 복구되었다.
7월 5일 오전 7시 30분경 영천상주고속도로의 대구시 군위군 지역에 산사태가 발생해 고속도로 하행선 2차로를 덮치는 사고가 발생했다. 이 산사태로 25톤 화물차가 정체로 멈춰서 있던 다른 차량을 들이 받으면서 운전자가 다쳤으며, 고속도로 양 방향 모든 차선이 2시간 반동안 전면 통제됐다. 7월 7일에도 오후 6시 24분경 상주시 낙동면 인근 영천방향 상주영천고속도로에 5t가량의 토사가 쏟아지고 나무 6그루가 쓰러졌다. 이 사고로 영천방향 도로가 한 때 전면 차단되었다.
7월 13일 저녁 7시 50분경 강원 정선군 정선읍 군도 3호선 피암터널 상부에서 산사태가 발생해 터널은 3분의 1 정도가 무너졌다. 지난 7월 6일부터 모두 4차례에 걸쳐 산사태가 일어났던 지역으로 첫 산사태 이후 교통을 통제해 인명 피해는 없었으나 장기간 안전진단을 가지기로 결정했다.
7월 14일 오전 7시 10분경 화성광주고속도로 화성 방향 서용인 나들목 인근에서 산사태로 흘러내린 토사가 고속도로를 덮쳐 도로 일부 구간이 유실되었고, 토사 유출로 1명이 가벼운 부상을 입었다.
7월 15일에는 전국의 폭우로 여러 도로가 마비되었다. 올림픽대로는 가양대교에서 동작대교 구간, 여의상류와 여의하류 나들목 양방향 구간이 15일 통제되었으며 잠원고가차도 올림픽대로 발산역 진입램프 등 총 6곳의 도시고속도로가 통제되었다. 개화육갑문과 당산나들목 육갑문, 망원육갑문, 가람길 구간 등 서울시내 도로 4개 구간도 통제되었다. 14일부터 잠수교는 한강 수위 상승으로 통제되었고, 가양대교와 동작대교 구간은 16일 오후 5시부터 통제가 해제되었다.

## 대비
6월 13일, 대한민국 기상청은 수도권에 '극한 집중호우'가 쏟아지면 긴급재난문자가 발송된다고 밝혔다. 여기서 극한 집중호우란 수도권에 '1시간에 50mm'와 '3시간에 90mm'라는 조건을 모두 충족하는 극한 호우를 의미한다. 그 외에도 '1시간에 72mm' 비가 내린다면 재난문자가 발송되는데, 호우 재난문자는 기상청이 행정안전부를 거치지 않고 직접 읍면동 단위로 발송하겠다고 밝혔다.
7월 11일에는 서울시에서 집중호우로 인해 퇴근시간 대중교통 집중 배차 시간을 연장하기로 결정했다. 오후 6시에서 8시 사이인 지하철과 버스의 집중 배차 시간대가 오후 8시 30분까지 30분 늘어났다.

## 반응

### 대한민국 국내
7월 16일, 대한민국의 대통령 윤석열은 폴란드 순방 중 공군 1호기 내에서 긴급 화상회의를 열고 수해 상황을 점검했으며, "실시간으로 정부 지원이 뒷받침할 수 있도록 긴밀하게 대응해 주기 바랍니다. 아울러 재난 피해에 대한 지원은 신속하게 이루어져야 됩니다."라고 말했다. 7월 17일에는 순방을 마취고 귀국한 대통령이 중앙재난안전대책본부회의를 주재하고 구조와 지원 등 총력 대응을 지시했으며, 경상북도 예천의 산사태 현장을 찾았다.
7월 16일 윤재옥 국민의힘 원내대표 "정부에서 비가 그치는 대로 피해 상황을 파악해서 재난지역 선포를 비롯한 필요한 조치들을 신속하게 하도록 하겠습니다."라고 발언했고, 이재명 더불어민주당 당대표는 "정부 당국에 재난지역 선포 문제나 아니면 군의 장비 인력 지원, 또 자원봉사 인력 투입 같은 문제들을 신속하게 진행될 수 있도록 요청드리도록 부탁드린다"라고 말했다.
7월 17일 김기현 국민의힘 당대표는 전날 저녁 방미 일정을 마치고 귀국한 후 최고위원회의 일정을 취소하고 수해 현장을 찾았다. 박광온 더불어민주당 원내대표도 수해 현장을 방문해 읍면동 단위의 특별재난지역 선포로 실질적인 피해 보상을 주문하는 한편, 교통 통제 등이 없던 부분은 컨트롤타워 부재로 인한 '인재'라고 말했다.
7월 18일, 경북 예천군은 폭우와 산사태로 지역에서 사망한 주민 9명을 애도하는 기간을 7월 21일까지 진행하며, 실종자 수색과 피해 현장 복구가 완료될 때까지 군 단위 축제도 전면 중단한다고 밝혔다. 예천군수인 김학동은  "애도 기간을 통해 사망자들의 명복을 빌고 유족들을 위로하려고 한다"며 "실종자 수색에도 집중하고 있다"고 말했다.
7월 19일에는 윤석열 대통령이 집중호우 피해를 본 충북 예천군, 충남 공주시, 논산시, 충북 청주시, 전북 익산시 등 13개 지자체에 대해 특별재난지역을 선포했다.

### 대한민국 국외
7월 15일 우크라이나의 대통령 볼로디미르 젤렌스키는 윤석열 대통령과의 정상회담 이후 기자회견 발표에서 한국의 집중호우의 인명피해에 대해 애도를 표했다.
7월 15일 주한 중국 대사관 공식 위챗에 성명을 내고 "최근 한국 여러 지역이 연일 폭우로 재해를 입은 가운데 중대한 인명 손실과 재산 상의 손해가 발생했다"며 "우리는 이번 재난으로 한국 국민들이 입은 피해에 대해 공감한다"고 말했다. 또한 18일 마오닝 중국 외교부 대변인은정례 브리핑에서 "우리는 근래 한국에서 폭우 재해가 발생해 사상자가 나왔다는 소식을 접했다"며 "중국은 재난 피해자들에게 깊은 애도를, 피해자의 가족과 재난 지역 주민들에게 심심한 위로를 표한다"고 말했다.
7월 16일 주한 미국 대사관도 트위터 계정에 “폭우와 산사태로 돌아가신 분들의 명복을 빌며 유가족 분들께 애도의 말씀을 드린다”며 “도움이 필요한 분들을 위한 노력이 진행되고 있는 가운데 미 대사관도 마음을 함께할 것”이라고 말했다. 또한 같은 날 주한 영국 대사관과 주한 유럽 연합 대표부에서도 위로와 애도의 말을 올린다고 밝혔다.
7월 16일, 일본의 내각총리대신 기시다 후미오는 한국에서 발생한 폭우 피해와 관련해 "깊은 슬픔을 느낀다"며 조속한 회복을 기원한다는 메시지를 한국에 보냈다.
7월 16일 아랍에미리트와 요르단 외교부는 한국의 호우 피해에 애도하는 성명을 발표했다.
그 외에도 AP 통신, 로이터 통신, BBC, CNN 등 주요 외신들이 오송 지하차도 사망사건에 대해 보도했다.
7월 23일에는 교황 프란치스코가 바티칸 시국의 성 베드로 광장에서 열린 주일 삼종 기도에서  폭우로 많은 인명피해가 발생한 한국을 언급하며 애도와 위로의 메시지를 전했다.

## 같이 보기
- 태풍 카눈 (2023년) - 2023년 여름 집중호우 직후 한반도에 내습한 태풍.
- 2020년 한국 집중호우
- 2022년 한국 중부 집중호우
- 대기천
- 대한민국의 풍수해
- 궁평2지하차도 침수 사고